# 5e régiment de hussards (France)
Pour les articles homonymes, voir 5e régiment et Hussards.
Le 5e régiment de hussards (ou 5e RH) est une unité de cavalerie de l'armée française, créé sous la Révolution à partir du régiment de Lauzun hussards, un régiment de cavalerie français d'Ancien Régime.
Il se distingua particulièrement lors de la guerre d'indépendance des États-Unis et pendant les guerres de la Révolution et de l'Empire.

## Création et différentes dénominations
Le 5e régiment de hussards est l'héritier de la Légion des volontaires étrangers de Lauzun ou Légion de Lauzun, devenue, le 14 septembre 1783, le régiment de hussards de Lauzun. Le 1er janvier 1791, tous les régiments sont renommés d'après leur arme et numérotés d'après leur ancienneté dans celle-ci et le régiment devient le 6e régiment de hussards
- 14 septembre 1783 : hussards de Lauzun
- 1er juin 1791 : devient le 6e régiment de hussards
- juin 1793 : devient le 5e régiment de hussards après la trahison  et l'émigration de la majorité du 4e régiment de hussards ci-devant régiment de Saxe hussards[3].
- 12 mai 1814 : le 5e régiment de hussards devient le régiment des hussards d'Angoulême
- 22 avril 1815 : le régiment reprend son nom de 5e régiment de hussards
- 30 novembre 1815 : le 5e régiment de hussards est dissous et recrée à Provins sous le nom de régiment des hussards du Bas-Rhin, no 5
- 1825 : reprend le nom de 5e régiment de hussards
- 1er avril 1921 : dissous à Neufchâteau (Vosges)
- 1er avril 1951 : recréation à Coblence du 5e régiment de hussards
- 1976 : transformé en 3e régiment de dragons au camp de Stetten
- 1980 : recréation comme régiment de réserve du 5e régiment de hussards
- 1986 : dissolution du 5e régiment de hussards, mais maintien des traditions du 5e RH pour des escadrons répartis au profit des régiments inter-armes divisionnaires.
- 31 décembre 1992 : dissolution des RIAD

## Chefs de corps

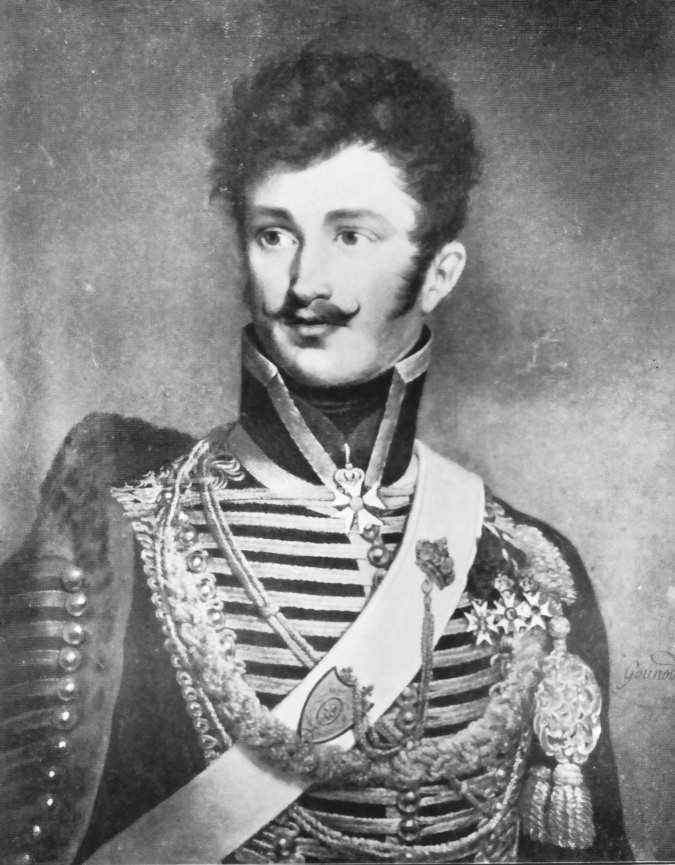
colonel de Castellane en uniforme des Hussards du Bas Rhin (1815-1821)

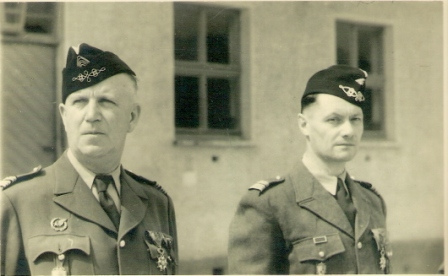
passation de commandement entre le colonel Bernard et le lieutenant-colonel Gaudet en 1953, à Weingarten

- 1783 : Armand-Louis de Gontaut Biron (1747-1793), duc de Lauzun, mestre de camp propriétaire (**)
- 1783 : Robert Guillaume comte de Dillon (1754-1837), mestre de camp commandant (*)
- 1784 : César Pierre Hippolyte comte de Pestalozzi de Porrentin (1753-1795), mestre de camp commandant (*) - a émigré
- 5 février 1792 : colonel Antoine Marie Paris d'Illins, (1746-1809), (*) - a émigré
- 27 mai 1792 : colonel François Xavier de Peltier [Pelletier)] (1744-?) - a émigré
- 8 juillet 1792 : colonel marquis Emmanuel de Grouchy, (1766-1847) - n'a jamais rejoint - (**) maréchal de France en 1815
- septembre 1792 : Charles Édouard Jennings de Kilmaine, (1751-1799), commandant de fait le régiment depuis juin 1792 (**)
- 12 octobre 1792 : colonel marquis Adelaïde Blaise François Le Lièvre de La Grange et de Fourilles, (1766-1833), (**) - a été destitué le 28 octobre 1793
- 28 octobre 1793 : chef de brigade François Ruin (1742 - ?) - a été destitué
- 5 mars 1794 : chef de brigade Engelbert Scholtenius (1740-1804) - mis à la retraite en raison de son âge
- 3 septembre 1799 : chef de brigade baron François Xavier de Schwarz (1762-1826) (*)
- 30 décembre 1806 : colonel baron Pierre César Dery (ou d'Héry) (1768-1812) (*)
- 21 septembre 1809 : colonel baron Charles-Claude Meuziau (1771-1834) (*)
- 16 mai 1813 : colonel baron Nicolas François Alphonse Fournier (1773-1848)
- 8 octobre 1814 : colonel baron Jean Baptiste Liégeard (1770-1834)
- 12 décembre 1815 : colonel comte Boniface de Castellane (**) maréchal de France en 1852
- 11 septembre 1822 : colonel Marie François Joseph de Müller (1780-1842) (*)
- 29 octobre 1828 : colonel comte Augustin Stanislas Philippe des Monstiers de Mérinville (1785-1862) - a été remplacé après le Révolution de 1830
- 15 septembre 1830 : colonel baron Georges Charles Benjamin Klein de Kleinenberg (*)
- 11 décembre 1840 : colonel Pierre Gaspard Clère (1791-1866)
- 22 avril 1847 : colonel Armand-Octave-Marie d’Allonville (1809-1867), (**)
- 3 novembre 1851 : colonel Charles Louis Alexis Joseph Raguet de Brancion (1799-1882), (*)
- 24 décembre 1858 : colonel Auguste Alfred comte de Montaigu (1816-1888) (**)
- 14 août 1860 : colonel comte Antoine Jean Jacques Eugène Paulze d'Ivoy de La Poype (1813-1893) (**)
- 27 février 1869 : colonel Victor Flogny, (1825-1879), (*)
- 14/10/1870 - 24/11/1870 :  colonel Pascal Joseph Guyon-Vernier
- 26 avril 1871 : colonel Félix Eugène Letourneur (1819-1888), colonel du 1er Dragons en 1873
- 7 septembre 1873 : colonel marquis Armand Alexandre Emmanuel d'Hautefort (1823-1903), (*)
- 3 octobre 1881 : colonel Marie Ludovic Alliot (1831-1910)
- 20 décembre 1883 : colonel Jean-Baptiste Derigny (1828-1899)
- 11 mai 1888 : colonel comte Florimond René de Briey (1839-1895)
- 1891-1897 : colonel François César Ernest Roy de Vaquières (1839-1921), (*)
- 1897-1905 : colonel Marie Ernest Henry, baron de Maistre (1845-1916)
- 1905-1907 : colonel Marie, Charles, Armand du Garreau de la Mechenie (1856-1927), (*)
- 1907-1911 : colonel Émile Taufflieb, (**), général commandant le 37e CA en 1916, sénateur du Bas-Rhin de 1920 à 1927
- août 1911 : colonel Hippolyte Raymond de Boutaud de Lavilléon (1857-1939), (*)
- 12 octobre 1914 : lieutenant-colonel Fernand, Marie, Robert de France (1869-1960), (**)
- 20 février 1916 : lieutenant-colonel Joseph, Marie, Raymond Teillard Rancilhac de Chazelles (1864-1944), (*)
- 1918-1921 : colonel Charles, Marie, François Boscals de Reals (1869-1942) (*)
- 1er avril 1951 : colonel Louis Bernard (1901-1999)
- 1953-1956 : lieutenant-colonel Ernest Gaudet (1910-1993)
- 1956-1958 : lieutenant-colonel Georges Buis (1912- 1998) (**)
- 1958-1961 : lieutenant-colonel Spangenberger
- 1961-1963 : lieutenant-colonel Geoffroy Nouel de Tourville de Buzonnière (1914-2002) (*)
- 1963-1965 : lieutenant-colonel René Regnault de Savigny de Moncorps (?-2010) (*)
- 1965-1967 : lieutenant-colonel Théodore de Fallois (1922-2010) (*)
- 1967-1969 : lieutenant-colonel Jean Perrin (?-2010)  (**)
- 1969-1971 : lieutenant-colonel Donatien Gouraud (?- 2010)
- 1971-1973 : lieutenant-colonel Vacherot
- 1973-1975 : lieutenant-colonel André Thiéron de Monclin
- 1975-1976 : lieutenant-colonel Albert Royer (?- 2010)
- 1980-1984 : colonel Guy Simon
- 1984-1986 : colonel Jacques Gagniard (1929-2024)
- De 1986 à 1992, le colonel Henry Brunet d'Evry assure la coordination, l'instruction et le maintien des traditions des escadrons du 5e hussards confiés aux différents RIAD

(*) Officier qui devint par la suite maréchal de camp ou général de brigade.
(**) Officier qui devint par la suite lieutenant-général ou général de division.

## Historique des combats et batailles du5erégimentde hussards

Motif la Hongroise, Il rappelle la boutonnière, très particulière et typique de la mode hongroise, brodée sur les uniformes des premiers hussards engagés en France au XVIII.

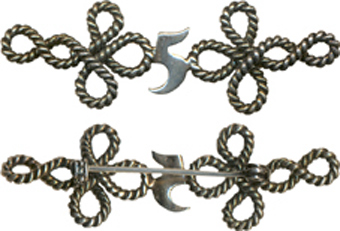
5e régiment de hussards, broche des épouses.

### Origine
Le 5e régiment de hussards est l'héritier de la 2e légion des volontaires étrangers de la marine dite Légion des volontaires étrangers de Lauzun, créée par Armand Louis de Gontaut-Biron duc de Lauzun. Le régiment des hussards de Lauzun, no 6 de l'arme, est officiellement créé le 14 septembre 1783 à Hennebont (Morbihan), au retour de la légion de Lauzun des États-Unis.

### Le régiment de 1783 à 1792
Le régiment de Lauzun fut déplacé en décembre 1783, 3 mois après sa création à Hennebont (Morbihan), à Lauterbourg (Bas-Rhin). En 1788, il fut définitivement complété à quatre escadrons de deux compagnies en incorporant les détachements des régiments réformés de Nassau-Cavalerie, de La Marche (6e régiment de chevau-légers) et de Franche-Comté (3e régiment de chevau-légers). En mars 1788, le régiment est déplacé en Lorraine et s'installe à Verdun. Il fait alors brigade avec le régiment Colonel-Général des Hussards et manœuvre au camp d'instruction de Montigny-lès-Metz.

#### Une loge maçonnique au régiment des hussards de Lauzun
Les officiers de Lauzun ont créé en avril 1789, alors qu'il était en garnison à Verdun, une loge maçonnique au sein même du régiment. La demande fut enregistrée auprès du Grand Orient de France sous le nom de loge de l'Amitié Eternelle, à l'Orient de Lauzun. Il y eut au total vingt-trois officiers, le chirurgien, l'aumônier et huit civils qui participèrent aux travaux de cette loge entre 1789 et 1790 : 49 % des officiers (en prenant en compte le chirurgien et l'aumônier) étaient maçons.

#### L'affaire de Nancy - août 1790
Pour un article plus général, voir Affaire de Nancy.
Un détachement de 300 hussards du régiment est envoyé à Mantes, puis à Marly le 10 juillet 1789 : ils repartent dès le 16 juillet et rentrent à Verdun le 29 juillet. Deux escadrons sont alors détachés à Troyes d'octobre 1789 à octobre 1790. Le 31 août 1790, l'état-major et deux escadrons du régiment, alors cantonné à Toul, participent à la répression de la mutinerie de Nancy : sur un effectif de 200 hommes, les hussards de Lauzun ont 3 officiers tués et 5 blessés, 13 hussards tués et 26 blessés et 62 chevaux tués ou blessés, dans la charge effectuée dans les rues de Nancy.

#### L'incident de Belfort - 21 octobre 1790
Le régiment déplacé vers Belfort est impliqué avec le régiment Royal-Liégeois le 21 octobre 1790 dans des manifestations hostiles à l'Assemblée constituante : le régiment est déplacé en urgence sur Épinal dès le 5 novembre puis à partir du 10 novembre vers Vitry-le-François. Un décret de l'Assemblée nationale du 30 octobre 1790 est pris pour « l'arrestation et la mise en jugement des auteurs des désordres et excès commis dans la ville de Belfort par les régiments de Royal Liégeois et des hussards de Lauzun ». Le colonel de Pestalozzi, mestre de camp du régiment, est mis aux arrêts. Après une déclaration de repentir et de dévouement exprimé par douze officiers à l'Assemblée nationale, un décret du 20 janvier 1791 lève les restrictions de service imposées aux régiments de Royal-Liègeois et des hussards de Lauzun.

#### L'affaire de Varennes - 21 juin 1791
Plusieurs détachements du régiment sont impliqués dans le dispositif militaire mis en place sur la route empruntée par le roi Louis XVI et sa famille lors de leur tentative de fuite vers Montmédy : un détachement de 40 hussards à Pont-de-Somme-Vesle  sous les ordres du sous-lieutenant Boudet, 60 hussards à Varennes commandés par le sous-lieutenant Röhrig et 100 hussards à Dun sous les ordres du chef d'escadron Calixte Deslon. Trois officiers sont obligés d'émigrer après l'échec de cette opération dès le 22 juin 1791.

### Les guerres de la Révolution (1792-1799)

#### Les campagnes de 1792 et 1793

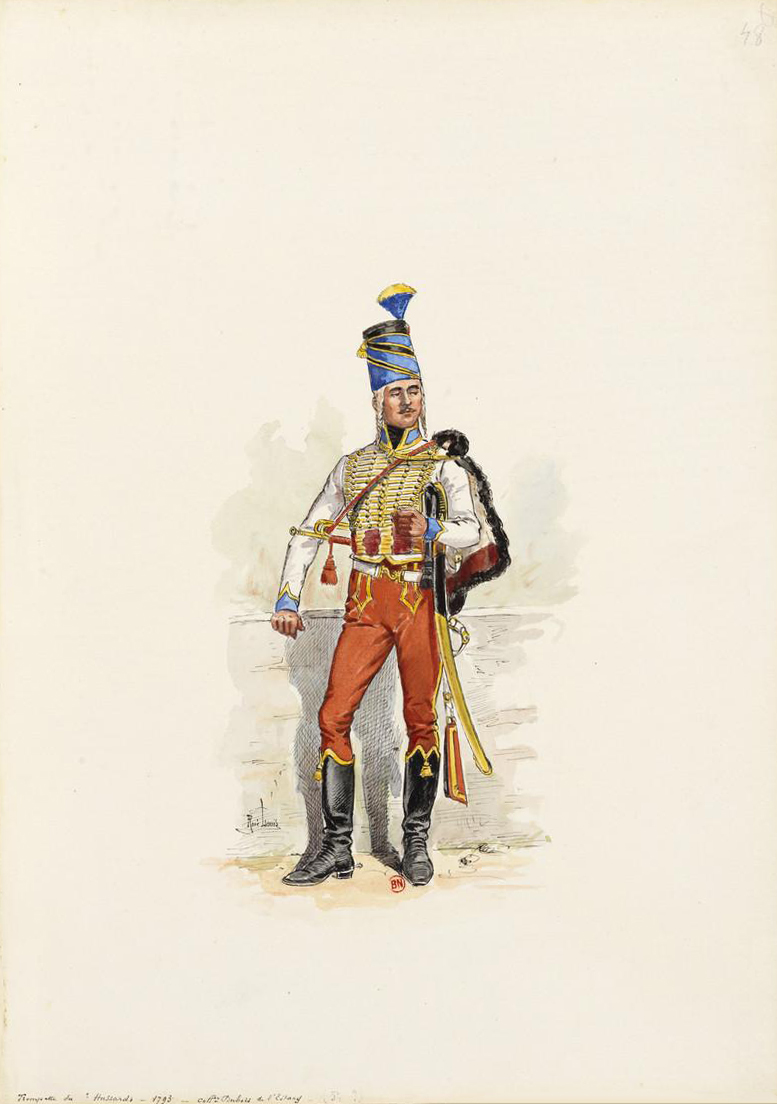
Trompette du 5e hussards en 1793.

Après la réorganisation des corps de cavalerie le 1er janvier 1791, il est stationné à Saint-Avold à la fin de 1791, avec des détachements en Bourgogne. Le 6e régiment de hussards, ci-devant Lauzun est commandé depuis février 1792 par le colonel Paris d'Illins. Dès le début de la guerre contre l'Autriche, le régiment, commandé par le colonel Emmanuel de Grouchy, est rassemblé à Metz pour former l'avant garde de l'armée du Centre commandée par le général La Fayette. L'échec de l'offensive en Belgique et la menace prussienne en Champagne entraînent le transfert du 6e hussards à l'armée du Nord, commandée par le général Charles François Dumouriez. La capitulation de Longwy (23 août 1792) livre à l'ennemi le dépôt du régiment, ses archives et sa caisse. Affaibli par l'émigration, le régiment commandé par Jennings de Kilmaine participe avec succès aux opérations de la bataille de Valmy, de celle de Jemmapes (6 novembre 1792) et au siège de Namur.
En juin 1793, le 4e régiment de hussards, ci-devant régiment de Saxe, étant totalement passé à l'ennemi avec le général Dumouriez, le 5e régiment de hussards, ex-colonel-général prend le no 4 et le 6e régiment de hussards prend définitivement le no 5.
Le colonel de Kilmaine est remplacé par le colonel de La Grange. Le régiment stationne à Givet, Maubeuge et Valenciennes. À partir du mois de mai, deux escadrons du 5e régiment de hussards passent à l'armée des Ardennes où ils participent à des opérations mineures ; deux escadrons restent à l'armée du Nord. Le régiment est regroupé pendant le mois d'août 1793.
Sous les ordres du général Houchard, le 5e hussards combat l'armée hollandaise à Wervik (13 septembre) et à Menin (12 et 13 septembre) ; sous les ordres du général Jean-Baptiste Jourdan, le régiment participe aux opérations de Wattignies (16 octobre 1793). Le colonel de La Grange est remplacé par le chef de brigade François Ruin.
Le 10 novembre 1793, le 5e hussards est engagé avec succès contre le régiment de hussards autrichiens no 1 Kaiser Franz : le colonel baron Pàl von Blascovisch et 50 hussards sont capturés.

#### La campagne de 1794 et la conquête des Pays-Bas en 1795
En 1794, le 5e hussards appartenait à l'armée du Nord, commandée par le général Pichegru. Le 5e hussards bouscule un régiment de dragons hessois, dans les opérations du 18 et 19 avril 1794 à Abscon, capturent le colonel, de nombreux officiers et 120 dragons montés. Le 24 avril, à Villers-en-Cauchies et le 26 avril, à Troisvilles, à l'Est de Cambrai, les troupes françaises sont fortement bousculées par la cavalerie anglo-autrichienne du général von Otto : le 5e hussards dans ces deux occasions protège la retraite des troupes françaises mais perd 34 hussards, dont 6 tués, 11 blessés et 17 hussards laissés sur le terrain, prisonniers ou tués.
Un détachement du régiment fut détaché à l'armée de Sambre-et-Meuse qui participa à la prise de Charleroi et à la bataille de Fleurus (16 juin 1794). La jonction de l'armée du Nord et de Sambre et Meuse se fit devant Bruxelles et le 5e hussards fut engagé à Templeuve, Wervick, Menin et le siège de Courtrai.
La poursuite de l'armée anglaise du duc de York amena le 5e hussards sur la frontière des Pays-Bas. Le 7 juillet 1794, le 5e hussards attaqua avec la plus grande énergie le régiment de dragons hollandais Van Bylandt, le mit en fuite et lui fit de nombreux prisonniers. De nouveau engagé à Boxtel, le 14 septembre, contre le régiment des hussards de Homspech, il le mit en fuite. Le 19 octobre, à Druten, les troupes anglaises confondirent les uniformes du 5e hussards dit « Lauzun Patriote » avec ceux des hussards de Rohan, unité d'émigrés français : la brigade anglaise du général Fox fut sévèrement bousculé et le 9e régiment de hussards captura le drapeau du 1er bataillon du 37th Regiment of Foot.
Le 5e régiment de hussards fut engagé dans les opérations du siège de Nimègue et prit ses quartiers d'hiver à Venlo et la région de Clèves.
En janvier 1795, le Rhin gelé fut franchi par l'armée du général Pichegru. Le 5e régiment de hussards entre dans Utrecht, Amsterdam, La Haye et château de Loos à Apeeldoorn. Il est plusieurs fois engagé contre les régiments des hussards de Hompesch ou de Salm-Kirburg. La paix de Bâle (5 avril 1795) met un terme à la 1re Coalition. Le régiment stationne à Deventer, Amsterdam et La Haye.

#### Les campagnes à l'armée de Sambre et Meuse de 1796 et 1797
En 1796, plusieurs détachements du 5e régiment de hussards furent détachés auprès de l'armée de Sambre-et-Meuse, en janvier 1796 dans la région de Düsseldorf, puis en septembre 1796 dans la région de Cologne, puis une nouvelle fois de Düsseldorf.
Le dépôt du régiment était toujours à Amsterdam et une troisième fois le 5e régiment de hussards fut dirigé à l'armée de Sambre et Meuse : en mars 1797, deux escadrons du régiment pour participer au blocus de Mayence pendant que les deux autres rejoignirent le général Lazare Hoche et participèrent à la bataille de Neuwied, le 18 avril 1797, où le lieutenant Bertholet captura un canon et un drapeau.
Avec les préliminaires de la paix de Leoben, le 5e régiment de hussards fut dirigé vers les Pays-Bas, avant de revenir à l'armée de Sambre et Meuse une quatrième fois en octobre 1797.

#### Les campagnes de la2eCoalition (1798-1800)
Regroupé aux Pays-Bas en février 1798, le 5e régiment de hussards est désigné pour rejoindre l'armée d'Angleterre, commandée par le général Jennings de Kilmaine. Le régiment rentre en France après une absence de près de 4 ans et séjourne à Rouen, Falaise (mars à mai) et Rennes (mai juillet).
Dès le 23 juillet 1798, le régiment est dirigé vers l'armée d'Allemagne et le régiment se déplace vers Strasbourg.
Le 5e régiment de hussards est engagé, avec le 4e régiment de hussards aux combats de Liptingen (20 mars 1799), de Dillinger (24 mars) et à la bataille de Stockach (25 mars) et il perd 40 officiers et hussards. Le régiment couvre la retraite de l'armée et rejoint Strasbourg dès avril 1799. Le régiment est néanmoins engagé dans de nombreux combats d'avant-garde.
Après un rapide passage en Suisse (février-mars 1800), le 5e régiment de hussards reprend sa place dans la nouvelle armée du Rhin, commandée par le général Jean Victor Marie Moreau. Le 5e hussards repasse le Rhin, le 25 avril 1800 : le régiment combat à Engen (3 mai), à Mösskirch (5 mai), à Biberach (9 mai), à Memmingen (10 mai) et au passage de l'Iller (5 juin) - où le général autrichien von Sporck et son aide de camp sont capturés par le capitaine Crabbé et le hussard Bion.
L'armistice du 15 juillet 1800 suspendit les combats pour une durée illimitée. les négociations de Lunéville n'ayant pas abouti, les opérations militaires reprirent. Le 5e hussards participe à la bataille d'Hohenlinden (3 décembre 1800) - où le hussard Perrault capture un drapeau - aux combats de Müldorf (4 décembre), de Neumarkt (16 décembre), de Frankenmarkt (17 décembre), de Schwanstadt (18 décembre) - où le maréchal des logis Straub capture l'étendard du régiment Lothringen Cuirassiers no 7 -  de Lambach (19 décembre) - où le maréchal des logis Chabert capture le général von Mecséry et le hussard Loevenbruck le prince Maurice de Liechtenstein, colonel du 2e Uhlans. L'armistice est signée le 25 décembre 1800 à Steyer.
Pendant la campagne de 1800, le 5e régiment de hussards a dénombré 41 morts, 90 blessés et 16 prisonniers.

### Les guerres de l'Empire (1804-1815)

#### La campagne de 1805 (3eCoalition) et la bataille d'Austerlitz
Le 5e régiment de hussards effectue les campagnes de 1802, 1803 et 1804 dans le Hanovre, avant d'intégrer en 1805 la Grande Armée, prenant garnison à Stade puis, au moment du déclenchement des opérations, plus au sud à Stolzenau, à l'ouest de Hanovre : il appartient au 1er corps du maréchal Bernadotte, division du général François Étienne Kellermann.
L'état dressé par le maréchal Bernadotte le 30 septembre précisait que le 5e régiment de hussards ne comptait que 3 escadrons de guerre, pour 355 hommes et 396 chevaux : il était le plus faible des régiments de la division Kellermann, mais les 3 autres étaient eux aussi à 3 escadrons.
Le 5e Bulletin de la Grande Armée, du 12 octobre 1805, indiquait « le maréchal Bernadotte est arrivé à Munich le 20 [vendémiaire] à 6 heures du matin ; il a fait 800 prisonniers et s'est mis à la poursuite de l'ennemi ».
Le corps de Bernadotte traversa le Danube à Dürnstein que le 15 novembre, pour rallier Znaim et se porter sur Iglau en Bohême où les restes du corps de l'archiduc Ferdinand faisaient peser une menace sur l'ensemble de la Grande Armée.
Décidé à livrer bataille au plus vite, Napoléon rappela à lui Bernadotte le 29 novembre qui fit 86 km en 36 heures pour rejoindre Brünn. Pour renforcer la gauche du dispositif français, la division de cavalerie légère de Kellermann fut rattachée à la réserve de cavalerie de Murat, au grand dépit de Bernadotte.
Le 2 décembre, le 5e régiment de hussards participa aux grandes charges contre le corps de Bagration. La division Kellermann soutenant l'action de la division d'infanterie Caffarelli attaquait le village de Blasowitz. Le prince Jean Ier de Liechtenstein allait contre-attaquer mais le lieutenant-général russe Alexandre Essen fit attaquer trop tôt les dix escadrons de Uhlans du Grand Duc Constantin. La division Kellermann fut bousculée mais se retira intelligemment entre les carrés de l'infanterie de Caffarelli qui fusillèrent les uhlans russes. Reprenant l'initiative, Kellermann lança pour une troisième charge ses quatre régiments contre les uhlans désorganisés. Dans la mêlée, le lieutenant-général Essen fut mortellement blessé ; le major général baron Meller-Zakomelsky, commandant le régiment des Uhlans grand duc Constantin fut blessé et capturé par le trompette Joseph Pincemaille du 5e régiment de hussards. Le général François Étienne Kellermann fut grièvement blessé et remplacé par le général Joseph Picard. Dans son rapport au prince Murat, le général Picard fit état au total de dix charges de la division : « la septième charge faite par les 4e et 5e régiments de hussards a eu le plus grand succès, cinq pièces de canon et une colonne d'infanterie ont été enveloppées ».
Dans les dernières charges, le 5e régiment de hussards fut engagé pour enlever les villages de Krug et d'Holubitz. Le régiment avait enregistré seulement un blessé et un prisonnier pour toute la campagne depuis son départ du Hanovre, mais la bataille d'Austerlitz provoqua la perte de 41 officiers et hussards, dont 9 morts : au moins 6 officiers eurent leurs chevaux tués pendant la troisième charge mais le régiment contribua à la capture de plusieurs canons.

#### Les campagnes de 1806 à 1807 de la Brigade infernale (4eCoalition)

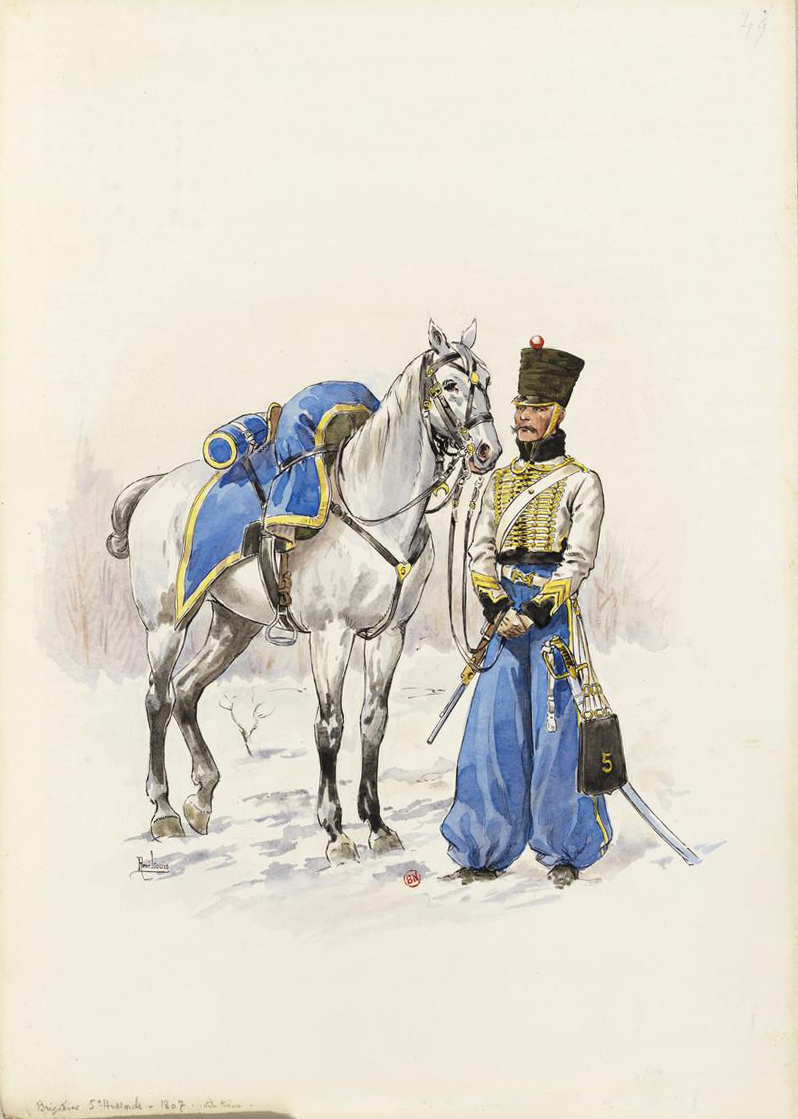
Aquarelle représentant un brigadier du régiment en 1807.

Le 5e régiment de hussards fut embrigadé avec le 7e régiment de hussards pour former une brigade de cavalerie légère sous les ordres du général Lasalle. La brigade Lasalle opéra en Saxe, capturant dès le 11 octobre, à Gera une forte colonne de voitures et de bagages. Le 2e Bulletin de la Grande Armée indiquait : « Le général de brigade Lasalle, de la cavalerie de réserve, a culbuté l'escorte des bagages ennemis ; 500 caissons et voitures de bagages ont été pris par les hussards. Notre cavalerie légère est cousue d'or ». Dans la nuit du 12 au 13 octobre 1806, un détachement de 25 hussards du 5e aux ordres du sous-lieutenant Quarck et 25 hussards du 7e, aux ordres du sous-lieutenant Jean Nicolas Curély, opéraient un raid sur les arrières ennemis et pénétraient par surprise dans Leipzig faisant 60 prisonniers dont 8 officiers.
N'ayant pas pris part aux victoires du 14 octobre, Lasalle va pousser sa brigade à la poursuite des prussiens en retraite. Le 24 octobre, la brigade Lasalle fait sommer la garnison de Spandau, dont le gouverneur se rendit le lendemain aux troupes du maréchal Jean Lannes, le 26, Lasalle avec 700 hussards attaquait à Zehdenick les régiments des dragons de la reine et les hussards de Schimmelpfenning : le 20e Bulletin de la Grande Armée du 27 octobre citait honorablement les hussards du général Lasalle : « la brigade Lasalle chargea l'ennemi avec cette singulière intrépidité qui a caractérisé les hussards et les chasseurs français dans cette campagne ». Le 28 octobre à Prenzlow, la brigade Lasalle contribua puissamment à la capitulation de la colonne du général Friedrich de Hohenlohe-Ingelfingen forte de près de 10 000 hommes  et 64 canons : 45 drapeaux et étendards étaient capturés.
Le 29 octobre, Lasalle avec seulement ses deux régiments de hussards, soit moins de 600 hommes et deux canons, rattrapait à Löcknitz les restes de la cavalerie de Hohenlohe, bloquait leur retraite vers Stettin et les forçait à se rendre à la division Milhaud qui suivait. Le soir même, Lasalle se présentait devant la citadelle de Stettin et envoyait le colonel de Schwarz du 5e régiment de hussards sommer le gouverneur, le général-lieutenant von Romberg de capituler. Le lendemain, les 5 000 hommes de la garnison défilaient devant la brigade Lasalle. Pour cet exploit, Napoléon écrivit au prince Murat : « Mon frère, je vous fais compliment sur la prise de Stettin ; si votre cavalerie légère prend ainsi les villes fortes, il faudra que je licencie le génie et fasse fondre mes grosses pièces ».
Le 5e régiment de hussards fut lancé à la poursuite des troupes du général Blücher, passant à Anklam, Demmin, Schwerin pour finalement participer aux opérations autour de Lübeck dès le 5 novembre. Dans les combats pour prendre la ville, le 6 novembre à Steckenitz, le 5e régiment de hussards obligea le 5e régiment de cuirassiers prussiens à se rendre et prit un de ses étendards. Le lendemain de la capitulation de Lübeck, le 7 novembre 1806, le sous-lieutenant Roeckel prit sur un fuyard un étendard du régiment de dragons von Wobeser no 14 et le garda en souvenir.
Les 5e et 7e régiments de hussards furent passés en revue sur la place du château de Berlin, par Napoléon le 21 novembre 1806. C'était la première fois que le 5e régiment de hussards rencontrait l'empereur. La brigade Lasalle fut surnommée « La Brigade infernale » ; elle avait parcouru près de 1 160 km en vingt-six jours, soit des étapes militaires de près de 45 km par jour.
Le 26 décembre 1806, la brigade Lasalle et la brigade Marulaz furent engagées à bataille de Golymin et selon le propre rapport du prince Murat « la brigade du général Lasalle et celle du général Marulaz ont été vigoureusement chargées et culbutées ». La campagne de 1806 avait coûté au régiment 77 pertes humaines pour 3 mois d'opérations.
Le 27 décembre, la brigade Lasalle captura 15 canons et 80 caissons et beaucoup de bagages abandonnés par l'ennemi. Le 30 décembre le général Lasalle fut remplacé à son poste par Victor de Fay de La Tour-Maubourg : le colonel de Schwarz était promu général de brigade et le colonel Pierre César Dery, ancien aide de camp de Murat prenait la tête du 5e régiment de hussards.
Le 5e régiment de hussards combat le 4 février où il perdit 13 hommes dont 2 officiers tués. Le 5 février 1807, le régiment fut engagé dans le combat de Waltersdorf, où il perdit encore 13 hommes, et le 8 février  à la Bataille d'Eylau. Le 24 février 1807 à Freidenberg, dans une marche vers la rivière Prégel, le régiment fut surpris par des cosaques. Malgré le sacrifice du peloton du sous-lieutenant Richardot, le régiment perdit 54 hommes dont 37 furent prisonniers.
Après la revue de la cavalerie à Elbing, le 8 mai 1807, le général de brigade Pierre Claude Pajol prit le commandement de la brigade de cavalerie légère à la place du général de Latour-Maubourg : les 5e et 7e régiments de hussards furent renforcés du 3e régiment de chasseurs. le 5e régiment de hussards fut engagé à Guttstadt le 5 juin et à Deppen le 6 juin : il eut 8 pertes dont 3 morts dans ces deux journées. Au combat d'Heilsberg, entraîné par son ardeur, Murat engagea les troupes françaises de façon inconsidérée. Passant devant le 5e régiment de hussards, il commanda à son ancien aide de camp « Suis-moi avec ton régiment et chargeons cette canaille-là ».
La brigade du général Pajol fut dirigée contre Königsberg le 14 juin 1807. Avec l'annonce de la victoire de Friedland, le général prussien Lestocq abandonna la ville qui fut occupée dès le 15 juin. Le 80e Bulletin de la Grande Armée indiquait : « le 5e régiment de hussards s'est distingué. Les cosaques ont été culbutés plusieurs fois et ont beaucoup souffert ». Le 20 juin, sur le Niémen, le 5e régiment de hussards rencontra les parlementaires russes. La campagne militaire de 1807 était terminée pour le régiment : elle lui avait coûté 135 hommes, des pertes très importantes pour des engagements limitées aux opérations de février et de mai-juin.

#### la campagne de 1809 en Autriche (5eCoalition)
Au début de la campagne, La brigade Pajol se trouva seul avec ses trois régiments pour éclairer le maréchal Louis Nicolas Davout. Le 19 avril à Dünzling et Peising, le général Pajol chargea à la tête des 5e et 7e régiments de hussards contre les régiments autrichiens des chevau-légers Baron-Vincent et des hussards Stipsicz. Engagé le 20 à Abensberg, le 21 à Landshut, le 22 à la bataille d'Eckmühl, le régiment poursuivit le régiment de Uhlans Merveldt sous les murs de Ratisbonne le 23 avril.
Lancé à la poursuite de l'Archiduc Charles, Le 5e Hussards fut engagé au nord-est de Ratisbonne sur la rive gauche du Danube, entra à Cham et Regen et fut passé en revue par le général Montbrun le 1er mai : le régiment prit position à Krems le 20 mai et fut chargé de surveiller le Danube entre Krems et Vienne. Le général Pajol devint commandant de la cavalerie légère du corps de Davout, comprenant à présent les 5e et 7e Hussards, les 11e et 12e chasseurs.
Le 5 juillet à 4 heures du matin, le régiment de hussards traversa le Danube, en face du village de Mühlleiten, à l'extrême droite du dispositif français. Le 6 juillet, la bataille de Wagram fut engagée pour le 5e régiment de hussards dès la pointe du jour : dix officiers du régiment furent blessés pendant la bataille et au moins cinq hussards décédèrent de leurs blessures : le régiment déplorait aussi la perte de 117 chevaux.
Le lendemain, le 5e régiment de hussards participa à la poursuite de l'armée autrichienne et fut engagé à Korneuburg le 7 juillet, Hollabrunn le 9 et le 10 à Znaïm.
La campagne de 1809 avait coûté au régiment 87 hommes pour 4 mois de combat.
Après l'armistice de Znaim, signé le 12 juillet, le 5e régiment de hussards fut dirigé vers Olmütz et Hradisch, puis début septembre à Kostel, Auspitz et Ludenbourg.
Le colonel Déry, nommé général fut remplacé par le colonel Charles-Claude Meuziau le 21 septembre 1809. La paix ayant été signée, le régiment quitta la Moravie, pour rejoindre Vienne, puis la région de Salzbourg. Le 5e régiment de hussards fut chargé le 16 mars 1810 de l'escorte de l'archiduchesse Marie-Louise jusqu'à Augsbourg. Finalement, l'ordre de rentrer en France fut donné en juillet pour tenir garnison à Stenay dans la Meuse.

#### Les détachements du5eHussards en Espagne 1807-1811
Dès 1807, des éléments du 5e Hussards sont incorporés à des unités provisoires de cavalerie et dirigés vers l'Espagne où ils seront engagés dans les émeutes de Madrid en mai 1808. Jusqu'en 1810, près de 250 officiers et hussards partent en Espagne pour être incorporés au 10e et au 3e Hussards ou dans des unités provisoires.
À partir de septembre 1810, le 4e Escadron fut dirigé sur l'Espagne pour contribuer à la création, avec des escadrons du 11e et 12e Chasseurs, du 2e régiment provisoire de Cavalerie Légère. Ce régiment appartenait à la brigade du général Wathier de Saint Alphonse, intégrée à l'armée du Nord commandée par le maréchal Bessières dans les opérations de retraite des armées françaises du Portugal.
Il fut engagé plus particulièrement à la bataille de Fuentes de Oñoro, le 5 mai 1811, contre les troupes anglo-portugaises commandées par le général Wellington. Après avoir masqué l'artillerie française qui ébranla les lignes anglaises, le 4e escadron du 5e Hussards chargea le 51st Light Infantry : le lieutenant-colonel commandant cette unité dangereusement exposée fit reculer son régiment et brûler ses drapeaux de peur qu'ils ne tombent aux mains des hussards. Les pertes de l'escadron furent lourdes : 1 officier blessé, 9 hussards furent tués et 7 prisonniers (dont 2 blessés) qui partirent en captivité sur les pontons anglais jusqu'en 1814.
le 4e escadron, pour un total de 197 cavaliers dont 8 officiers, contribua en septembre 1811 à la création à Burgos d'un nouveau régiment : le 31e Chasseurs :

#### La campagne de Russie en 1812
La préparation de la campagne qui s'annonçait était marquée par le départ de Stenay d'un premier contingent dès le 11 janvier 1812, suivi d'un détachement beaucoup plus important le 9 février. Les escadrons du 5e Hussards passèrent à Mayence le 23 février, à Francfort le 5 mars, traversant Hanovre et Berlin avant de rejoindre la Pologne où se rassemblait l'armée. Au total 2 escadrons furent retenus pour cette nouvelle campagne : le 1er escadron (1re compagnie d'élite et 5e compagnie) et le 3e escadron (3e compagnie et 7e compagnie). À la suite des incorporations importantes depuis 1809, les escadrons étaient composés pour moitié de jeunes recrues sans expérience militaire.
Le régiment appartenait à la Réserve de Cavalerie commandée par le prince Murat, 2e Corps de Cavalerie, général de Montbrun, 2e division de cavalerie légère, général Sébastiani (remplacé par le général Pajol le 9 août), 8e brigade, général Burthe.
Le Niémen fut franchi le 24 juin 1812 et le 5e Hussards avança vers l'est traversa Kovno, entra dans Vilna le 28 juin, fut engagé le 3 juillet à Swentzianoï contre l'arrière-garde de l'armée de Barclay de Tolly, le 5 juillet sur le fleuve Dzisna, contre la cavalerie du général-major baron Korff (2e division de cavalerie) avant d'être bousculé avec toute la division Sébastiani par un retour offensif des Russes de Wittgenstein, le 15 juillet à Drissa. Vitebsk fut atteint le 28 juillet.
Un engagement sérieux pour le régiment se déroula le 8 août à Inkowo, à l'ouest de Smolensk. Un retour offensif des Russes surprit le général Sébastiani. Le 5e Hussards perdit dans cette affaire 3 officiers et une cinquantaine de cavaliers tués, blessés et surtout prisonniers (46 prisonniers). Le 5e Hussards marcha sur Smolensk par Doubrowna, Liady, Krasnoïe, éclaira la gauche de la grand' route de Moscou, avant d'entrer dans Wiazma.
Le lundi 7 septembre, à la bataille de la Moskowa, le régiment participa principalement aux charges du 2e Corps de Cavalerie sur la droite de la Grande Redoute. Derrière les cuirassiers et les carabiniers, les cavaliers légers de Pajol furent jetés dans la mêlée et attaquèrent les hommes de la 7e Division du 6e Corps du général Dmitri Dokhtourov, avant de se heurter à la Cavalerie de la Garde (1er Corps de cavalerie du général Ouvarov), au 2e Corps de Réserve de cavalerie (général Korff) et au 3e Corps de Réserve de cavalerie (général de Pahlen). Le 5e Hussards perdit 2 officiers, 12 officiers blessés dont le colonel Meuziau, 9 hussards tués au combat : il n'y a pas de détails sur le nombre de blessés. Un nouveau combat s'engagea le 9 septembre, à Mojaïsk, dernière ville sur la route de Moscou, où le 5e Hussards perdit un officier, un maréchal des logis et un hussard.
La capitale russe fut finalement atteinte le 14 septembre et la 2e division de cavalerie légère fut la première à entrer dans Moscou. La revue du 5e Hussards effectuée le 20 septembre à Moscou indiquait 28 officiers, 375 hussards mais seulement 249 cavaliers ayant encore un cheval. Il ne reste déjà que 54 % de l'effectif de départ et sur ce nombre seulement 60 % sont encore montés.
Le 5e Hussards ne fit que traverser Moscou et s'installa à Winkowo pour surveiller les armées russes. le 22 septembre aux environs de Moscou dans un combat, le capitaine Crozet fit prisonnier le général russe Ferdinand von Wintzingerode
L'armée française quitta Moscou le 19 octobre mais la retraite commença réellement le dimanche 25 octobre et le régiment en subit toute la rigueur. Au passage de la Bérézina, le samedi 28 novembre, le régiment perdit son chirurgien-major qui se noya dans le fleuve.
La revue réalisée en janvier 1813, des 2 escadrons de guerre du 5e Hussards ayant participé à cette campagne, était impressionnante : 58 officiers et hussards furent regroupés, dont 15 blessés parmi lesquels 4 rapidement réformés pour blessures ou admis à l'hôtel des Invalides pour "pieds gelés en Russie".

#### La campagne de Saxe – 1813
Les escadrons de guerre quasiment anéantis après la campagne de Russie, les officiers et les hussards survivants épuisés par la retraite, blessés au combat nécessitant pour certains des placements aux Invalides ou des congés de réforme, le régiment était à reconstruire. Le 5e Hussards formait toujours brigade avec le 9e Hussards sous les ordres d'une ancienne connaissance, le général Corbineau : la 8e brigade de cavalerie légère appartenait à la 2e Division de cavalerie légère du général Exelmans : mais le 5e Hussards à cette date, comme la majorité des régiments de cavalerie, ne représentait plus que 3 officiers et 53 hussards avant de présenter une force de 6 officiers, 145 hussards et 158 chevaux le 15 avril 1813.
Le recrutement massif en 1813 de conscrits, principalement dans les départements rhénans et l'importance du volontariat devaient permettre avec les éléments du dépôt, de reconstituer un régiment. Le  5e hussards appartenant au IIe Corps de cavalerie du général Sébastiani faisant l'avant-garde du Corps du maréchal Victor, fut engagé sur l'Oder pour débloquer la place de Glogau. Depuis le 16 mai le nouveau chef de corps était le colonel Fournier.
Le 21 août 1813, le 5e Hussards fut engagé à Bunzlau contre les troupes russes du général Osten-Sacken. Le 26 août, les 35 000 hommes du maréchal Macdonald, dite armée de la Boder, furent confrontés aux 85 000 hommes de Blücher commandant l'armée de Silésie. La bataille de la Katzbach  se déroula sous une pluie battante et l'armée française fut complètement battue : le 5e Hussards perdit au moins 20 officiers et hussards, dont le chef d'escadron de Gramont prisonnier dans les combats contre la cavalerie russe. La retraite favorisa une forte désertion et un nombre considérable de hussards des départements allemands "s'égarèrent". Début septembre le régiment ne pouvait plus aligner que 288 officiers et hussards, 65 étaient dans des hôpitaux : le régiment avait perdu 40 % de son effectif.
Passé en revue par Napoléon le 28 septembre 1813 près de Dresde, l'Empereur put constater que la pluie et les désertions détruisaient le régiment plus efficacement que l'ennemi. Un engagement le 13 octobre à Wittemberg sur l'Elbe, permit au 5e Hussards de capturer une soixantaine de prisonniers, un canon et quatre caissons.
Le régiment participa dès le 16 octobre de la bataille de Leipzig et put faire retraite sur Lutzen et Weissenfels, après avoir perdu au moins 7 officiers et hussards. Avec les débris de l'armée les éléments du 5e Hussards participèrent à la bataille de Hanau, contre les troupes bavaroises, le 30 octobre : le 5e Hussards ne représentait plus qu'une force organisée de 71 hussards, dont 10 officiers.
Différents détachements réussirent néanmoins à s'organiser : le groupe le plus important fut placé à partir du 22 décembre 1813 dans la citadelle de Wesel, à la confluence du Rhin et de la Lippe : le détachement de 7 officiers et 75 hommes était sous les ordres du chef d'escadron Sigismond du Pouget de Nadaillac : il entra dans la composition du 1er Régiment provisoire de cavalerie commandé par le colonel Deschamps. Le général Bourke assurait la défense de la place qui résista à tous les assauts jusqu'à l'abdication de Napoléon et la fin de la guerre, le 10 mai.
Des éléments du 5e Hussards s'enfermèrent avec la garnison de Magdebourg (éléments isolés ou appartenant au dépôt de la cavalerie) qui résista sous les ordres du général Lemarrois jusqu'à la paix. À 45 km au nord-est de Leipzig, un maréchal des logis et deux hussards du 5e s'enfermèrent dans Torgau, mais la ville défendue par le général de Narbonne capitula le 26 décembre 1813 : ils furent prisonniers jusqu'en mai 1814. On trouve aussi des éléments isolés à Hambourg, où le maréchal Davout résista lui aussi jusqu'à la conclusion de la paix.
La campagne de 1813 avait coûté au régiment 380 hussards, dont 59 prisonniers, 276 égarés et 10 restés en arrière.

#### Campagne de France (1814) et la Première Restauration
Les derniers détachements du 5e Hussards repassèrent le Rhin et furent engagés pendant la campagne de 1814. Avec les débris de nombreux régiments de cavalerie, le 5e Hussards fut intégré dans l'armée commandée par le maréchal Macdonald. Les derniers conscrits extraits du dépôt du régiment permirent de participer aux opérations de la campagne de France. Ce détachement prit part à la bataille de La Rothière, le 1er février, où Napoléon fut battu par des forces près de trois fois supérieures aux siennes. La nouvelle organisation de la cavalerie de la Grande Armée, le 9 février, plaçait le 5e Hussards dans la brigade du général Dommanget, division de cavalerie légère du général Maurin, 2e corps de cavalerie du général Saint Germain : en regroupant tous les éléments épars du 5e hussards (dépôt, détachements isolés) les escadrons de guerre représentèrent un effectif théorique de 185 officiers et hussards. Ils furent présents à la bataille de Vauchamps, le 14 février 1814, assistèrent aux combats de Mormant et Nangis, le 17 février.
Le 12 mars 1814, le général Curély reçut l'ordre de constituer une Brigade des escadrons réunis, avec les éléments épars du 2e et du 5e corps de cavalerie, avec mission d'interdire le passage de l'Aisne, entre Compiègne et Soisson : Le 5e Hussards formant le 3e escadron du nouveau régiment de cavalerie légère. Cette brigade composite, fut engagée à la bataille de Montereau le 18 mars et à la bataille perdue d'Arcis-sur Aube les 20 et 21 mars, où elle sauva de la destruction complète la cavalerie de la garde impériale. L'entrée des Alliés dans Paris le 31 mars et l'abdication de Napoléon le 6 avril 1814 entraînèrent la fin des opérations militaires. La campagne avait coûté officiellement 76 hussards, sans compter les déserteurs qui abandonnèrent le régiment dès l'annonce de l'abdication.
L'avènement du roi Louis XVIII entraîna une réduction drastique des effectifs militaires et du nombre de régiments. Le 12 mai 1814, le roi publia l'ordonnance réglant l'organisation de la cavalerie :
Le 5e régiment de hussards devenait le régiment des hussards d'Angoulême. Le nouveau régiment des hussards d'Angoulême était constitué de :
- l'ancien 5e régiment de hussards, dont il gardait le dépôt de Stenay
- les restes du 11e Hussards (régiment dissous)
- les 3e, 4e et 5e escadrons du 8e Hussards (dissous)
- le 2e escadron du 2e Régiment d'Eclaireurs à cheval de la Garde Impériale (dissous)
- les officiers et hussards de tous ces régiments rentrant des prisons de l'ennemi[22].

#### Les Cent Jours et la campagne de Belgique (1815)
Dans les premiers mois de 1815, le régiment fut déplacé vers Châlons-sur-Marne pour être réuni aux troupes sous le commandement du maréchal Victor. Le régiment se rallia rapidement à Napoléon, dès l'annonce du débarquement de ce dernier à Golfe Juan. Le roi Louis XVIII trouva refuge à Gand dans l'hôtel particulier du comte d'Hane de Steenhuyse. Le régiment reprit son nom de 5e Régiment de Hussards par décret du 25 avril 1815. Le 1er juin, une députation du régiment fut conviée au Champ-de-Mars pour recevoir des mains de l'Empereur, les nouvelles aigles aux couleurs nationales : l'aigle de l'étendard modèle 1812, avait été conservée par le régiment pendant la 1reRestauration.
Les hussards renvoyés dans leurs foyers en 1814 furent rappelés dès avril 1815, pour redonner au 5e Hussards un effectif de guerre. Le régiment fut intégré dans la 1re Réserve de cavalerie du général Pajol, 4e division, général Soult, 2e brigade, général Amiel.
Dès le 14 juin, la marche sur Charleroi était engagée. Faisant l'avant-garde de l'armée (renforcée de la division de cavalerie du 3e Corps, général Domon), sur les 3 routes conduisant à cette ville (général Soult au centre). La marche sur Charleroi se fit par Boussu, Silenrieux, Cour-sur-Heure, Ham-sur-Heure où fut pris contact avec les troupes prussiennes, Jamioulx, Marcinelle (passage de) et Charleroi vers 11h 30. Le régiment fut posté prêt à reconnaître la route de Bruxelles par Gilly. Le début des opérations pour le général Pajol et le 5e Hussards commença dès 3h, le 16 juin. Le général Pajol atteignit Fleurus dès 10 h mais le rôle de sa cavalerie à l'extrême droite du dispositif français se limita à des démonstrations : il s'empara néanmoins des villages de Boignée et de Balâtre. Le régiment participa à la poursuite jusqu'à minuit et cantonna près de Tongrinne. Napoléon confia au nouveau maréchal Grouchy la poursuite de l'armée prussienne.
La poursuite reprit le 17 juin dès 3 h, en direction de Mazy où fut sabrée une colonne prussienne et 8 canons furent capturés sur la chaussée de Namur : le chef d’escadron Bernard, le capitaine Nicolle (commandant le 3e escadron) et le maréchal des logis Dusquene furent cités pour avoir contribué à la capture de « 6 pièces de canon, de beaucoup de caissons et de plus de 80 voitures de bagages ». Les reconnaissances furent poussées jusqu'au village de Saint-Denis. Alors que Napoléon allait engager ses forces contre les troupes anglo-belges le 18 juin au mont Saint Jean, le 5e Hussards lançait ses pelotons vers Tourinnes, Limal, Wavre. En fin de journée le combat de Wavre, même s'il était un succès relatif pour les Français, avait atteint son but : permettre aux Prussiens de contenir les troupes de Grouchy et les empêcher de rejoindre Napoléon.
La reprise des combats à Wavre le 19 juin, permit au 5e Hussards d'entrer dans Rixensart : l'occupation de Rosière précéda de peu l'annonce de la défaite de Waterloo qui provoqua finalement le repli des troupes de Pajol vers Gembloux, formant l'extrême arrière-garde de l'armée française. À partir du 20 juin, la retraite s'organisa par Namur, le général Pajol ayant l'ordre avec ses hussards d'éclairer le flanc droit, en passant par Floreffe, pour de là rejoindre Dinant par des chemins parallèles à  la Meuse. Le 21 juin, le 5e Hussards franchi la Meuse, passa à Pont-de-Lesse, Falmignoul, Heer, puis repassa à Givet, assura des reconnaissances dans la région d'Agimont, Vodelée, Gochenée et Soulme et s'éclairant en direction de Philippeville. Le 22 juin, le général Pajol et ses hussards étaient dans la région de Fumay, poussant des reconnaissances en direction de Couvin et Chimay.
La frontière fut définitivement franchie le 23 juin. Regroupé dans la région de Rocroy, la retraite du 5e Hussards continua vers Corbeny, Soissons, Villers-Cotterêts : il se battit le 28 juin à Nanteuil-le-Haudouin en soutien du 1er hussards. Le soir même le régiment cantonna à Meaux.
Les unités du corps de Grouchy furent regroupées à Claye le 29, pour prendre position à La Villette, puis Lagny, Nogent-sur-Marne, et Vincennes, Montrouge sur la rive gauche de la Seine. Des éléments du 5e Hussards furent engagés dans les combats de Rocquencourt, le 1er juillet 1815 où furent entièrement détruits deux régiments de cavalerie prussienne.
L'armée fut dirigée derrière la Loire, après la capitulation de Paris, le 3 juillet. La division Pajol, fort réduite par les désertions après la convention d'armistice conclue entre le Davout, Blücher et Wellington, arriva à Gien le 8 juillet, traversa Romorantin le 10, Vierzon le 12 et s'établit dans un premier temps dans la région d'Issoudun le 14 juillet 1815. Une courte alerte à la suite d'une violation d'armistice par des troupes autrichiennes dans la région de Moulins, vint tirer le régiment de la langueur dans lequel il était tombé. En août 1815, le régiment était échelonné entre Léré, Châtillon sur Loire, Blancafort, Argent sur Sauldre et Aubigny-sur-Nère où se tenait le colonel Liégeard.
Annoncé dès le 16 juillet 1815, Louis XVIII confirma le licenciement de l'armée impériale et annonça la réorganisation militaire du royaume. Toutes les unités organiques de l'armée furent disloquées, les officiers, sous-officiers et hommes de troupe furent renvoyés dans leur département d'origine. Le 5e Hussard, en vertu de l'ordonnance du 30 août 1815, fut officiellement licencié le 1er novembre 1815 à Bourges. Mais à cette époque 644 hussards avaient déjà déserté, dont 498 pour le seul mois de juillet. Néanmoins, Le recrutement ne s'était pas arrêté et le dernier hussard du 5e Hussards, le maréchal des logis Nay, fut incorporé le 25 septembre 1815.

### Garnisons du5ehussardsde 1783 à 1815
- 1783 : garnison à Hennebont
- 1783 : garnison à Lauterbourg
- 1789 : garnison à Verdun
- 1790 : garnison à Toul, puis Belfort et Vitry-le-François
- 1791 : garnison à Saint-Avold
- 1793 : garnison à Givet
- 1794 : garnison à Hesdin, dépôt à Saint-Mihiel, Châlons-en-Champagne puis Reims
- 1796 : dépôt à Leyde (Pays-Bas)
- 1797 : dépôt à Amsterdam (Pays-Bas)
- 1798 : garnison à Falaise puis Rennes
- 1798 : dépôt à Lauterbourg, puis à Wissembourg et Landau
- 1799 : dépôt à Pont-à-Mousson
- 1801 : dépôt à Tübingen
- 1802 : dépôt à Sarrelouis (Sarrelibre)
- 1803 : dépôt à Metz
- 1806 : dépôt à Hamelin (Hameln)
- 1807 : dépôt à Namur
- 1810 : garnison à Stenay
- 1814 : dépôt à Versailles
- 1814 : garnison à Stenay
- 1815 : garnison à Chalons
- 1815 : dissolution à Bourges

### Pertes militaires de la Révolution et de l'Empire
Pertes militaires de la Révolution et de l'Empire
Colonels tués ou blessés en commandant le régiment :
- Dery, blessé avant le combat de Waltersdorf, le 4 février 1807
- Dery, blessé au combat de Piessing (Autriche), le 19 avril 1809
- Meuziau, blessé à la bataille de la Moskowa, le 7 septembre 1812
- Meuziau, blessé au combat de Winkowo, le 18 octobre 1812

Officiers tués en servant au 5e entre 1790 et 1815 :
- Officiers tués : 20
- Officiers morts de leurs blessures : 14
- officiers prisonniers ou tués à l'ennemi : 5

Morts au combat du 5e hussards de 1790 à 1815 (officiers, sous-officiers et hussards)
- morts : 148
- morts des suites de leurs blessures : 97
- prisonniers ou tués à l'ennemi : 62
- prisonniers : 427
- blessés : 587
- « égarés » en Russie (1812) : 565
- « égarés » en Allemagne (1813) : 275

### Le5erégimentde hussards de 1815 à 1870

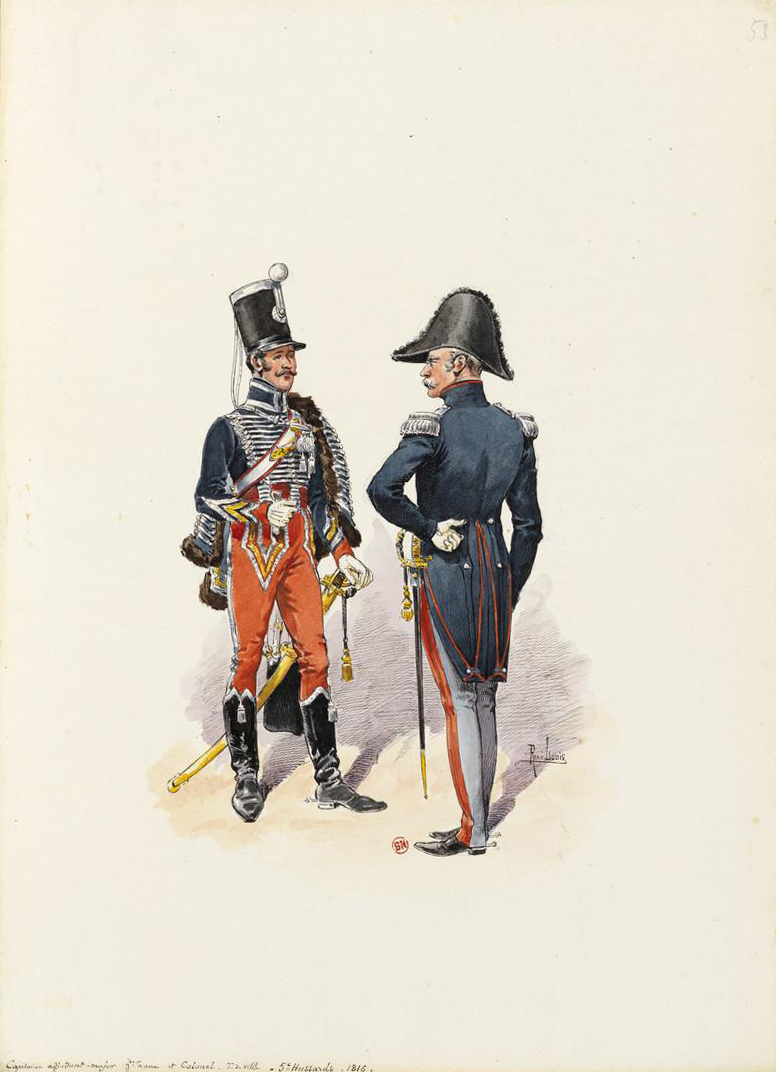
1816 - Capitaine adjudant-major en grande tenue et colonel en tenue de ville du 5e Hussards.

#### Les campagnes d'Espagne (1823) de Belgique (1831-1832) et d'Algérie (1840 et 1846-1848)
Le régiment est recréé le 31 août 1815 sous le nom de régiment des Hussards du Bas-Rhin. Son colonel est le comte Boniface de Castellane : le régiment s'installe à Provins. En juin 1816, le régiment escorte la nouvelle duchesse du Berry.  Déplacé à Soissons, les hussards du Bas-Rhin est engagé en janvier 1817 pour réprimer des troubles causés par la cherté des grains à Villers-Cotterêts, Breteuil, Pontoise. Evreux, Bernay. En avril 1817, les hussards sont envoyés à Chartes, Chauny, Nogent-le-Rotrou pour les mêmes motifs, en juin à Château-Thierry. En 1818, le régiment tient garnison à Pontivy, puis en 1820 à Moulins.
En 1823, le régiment participe aux opérations en Espagne, sous les ordres du colonel Muller : il forme avec le 9e régiment de chasseurs à cheval, la 1er brigade (général comte de Vittré) du 1er Corps de Cavalerie, attaché au 1er Corps d'Armée (maréchal Oudinot, duc de Reggio). Il passe la frontière le 7 avril 1823 et se distingue à l'affaire de Logroño (18 avril) où il capture le général Don Julien Sanchez et un drapeau et au combat de San Lucar de Mayor (19 mai) où avec le 9e régiment de chasseurs à cheval, il s'empare de nombreux prisonniers et deux étendards : il rentrera en France le 12 décembre 1823.
Il repend son de nom de 5e régiment de hussards en 1825. En garnison à Thionville, il sert d'escorte au roi Charles X en visite à Metz en 1828.
Pendant la Révolution de 1830, le colonel comte des Monstiers de Mérinville, dix officiers et l'aumonier du régiment sont chassés du régiment pour leur attachement à la famille royale.
En 1831, le 5e régiment de hussards intervient en août dans la région de Louvain contre l'armée hollandaise qui menace l'indépendance du nouveau royaume de Belgique. Il revient de nouveau en Belgique en septembre pour participer au siège d'Anvers.
En 1840, les 1er et 3e escadrons partent en janvier pour l'Algérie pour intégrer le 2e régiment de marche, et participent aux opérations de Cherchell, Médéah, Miliana et Blida, où ils perdent deux hussards et comptent six blessés. Les escadrons sont dissous sur place en septembre 1840 et sont versés dans les 1er, 2e, 3e et 4e régiment de chasseurs d'Afrique.
En France, le 5e Hussards tient garnison à Libourne, puis en 1843, se déplace à Poitiers où il accueille la duchesse de Nemours en 1845, puis en 1845 à Castres.
En 1846, le régiment au complet part pour l'Algérie et s'installe à Bône pour l'état-major et les 2e et 3e escadrons, les 4e et 5e escadrons à Sétif (le 1re escadron reste à Lunel comme dépôt) et participe aux opérations de 1846, 1847 et 1848 dans les monts Babors et la Grande Kabylie avant de rentrer en France en juin 1848 à Castres.  Parmi les différentes opérations, on  peut noter le 1er juin 1846, un capitaine et douze hussards sont massacrés dans l'attaque des ambulances de l'armées entre Tébessa et Guelma par la tribu des Ouled Sidi Yahia ben Taleb : une répression féroce se déroule les 2 et 3 juin, le colonel Clère parle de 300 hommes de cette tribut tués.
Le 19 juin 1846, aux ordres du général Randon, les 2e et 3e escadrons sont engagés contre les troupes du chérif Ahmed ben Ahmed (environ 500 cavaliers venant de Tunisie) prêchant la guerre sainte : la charge des hussards, bouscule la cavalerie tunisienne et permet la capture du drapeau du chérif.

#### Second Empire, campagnes en Algérie (1855/59) en Italie (1859) et Mexique (1862/67)

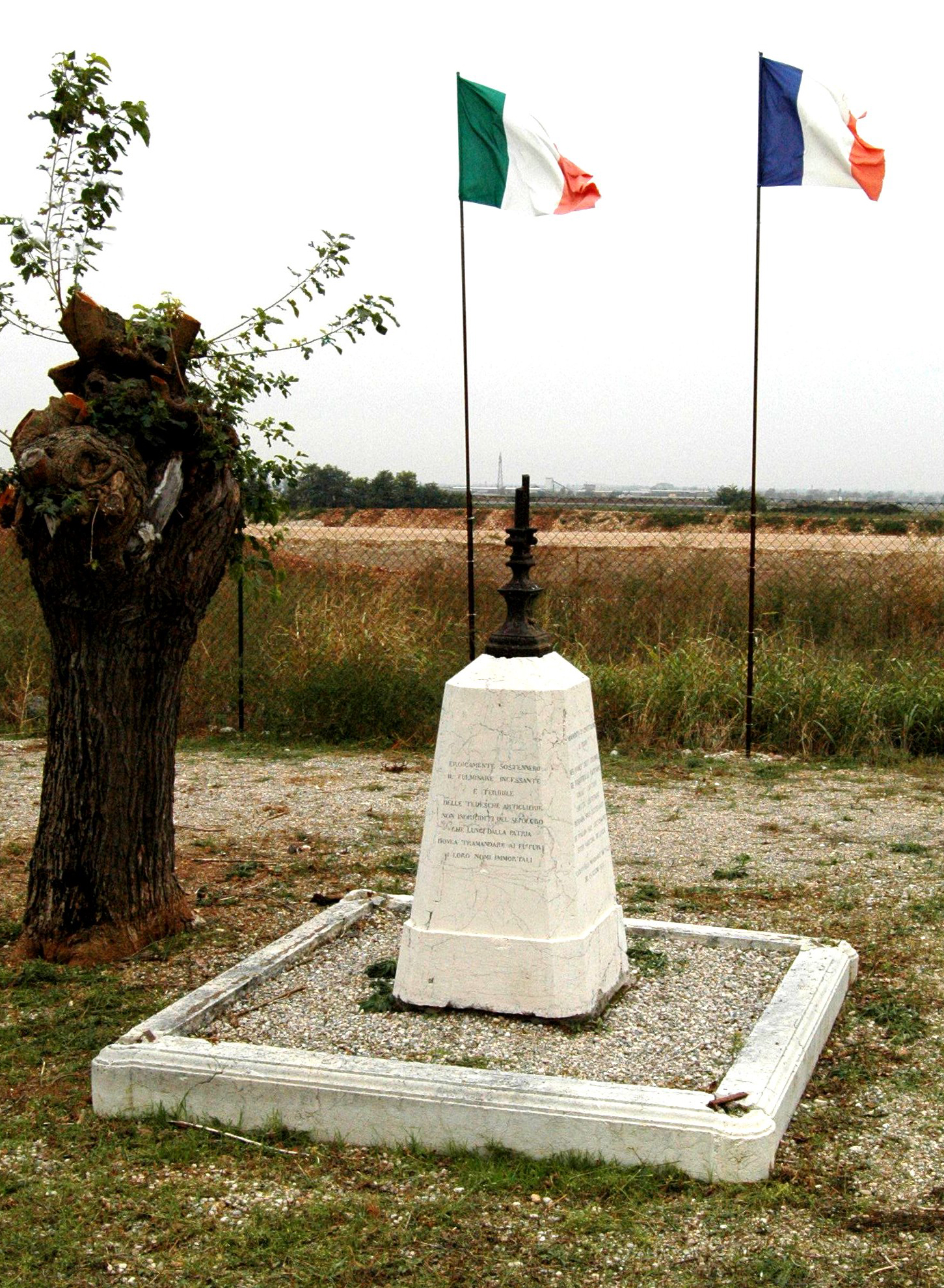
Tombeau d'honneur pour les officiers du 5e régiment de hussards, tués dans la bataille de Solférino, a Ca' Fattori, Medole

Pendant la Seconde République le 5e régiment de hussards intervient pendant la catastrophe du pont d'Angers, le 14 avril 1850 et permet de sauver plusieurs soldats du 11e léger.
Le 5e régiment de hussards tient ensuite garnison à Paris. Son colonel, Armand-Octave-Marie d’Allonville, assure le calme de la ville avant le coup d'État du 2 décembre 1851. le régiment est néanmoins éloigné de la capitale car n'ayant pas voulu crier « Vive Napoléon » à l'occasion d'un défilé en présence du prince-président Louis Napoléon Bonaparte, futur Napoléon III : le régiment est déplacé à Limoges.
Lors du coup d'État du 2 décembre 1851, le 5e régiment de hussards est requis pour empêcher toute insurrection républicaine dans les départements de l'Indre et du Cher.
En mars 1855, le régiment est désigné pour son troisième séjour en Algérie : trois escadrons à Constantine et trois escadrons à Sétif. Les escadrons participèrent à des expéditions dans le sud algérien, vers Touggourt. Différentes colonnes sont organisées dans les Nememtcha (juillet 1856), contre les Ouled Moumen (octobre novembre 1856), sur la frontière tunisienne (octobre-novembre 1857).
En 1859, le 5e régiment de hussards est embarqué pour l'Italie où il débarque à Gênes dès le 8 mai 1859 : il est embrigadé avec le 1er régiment de chasseurs d'Afrique (général de Planhol) dans la division du général Desvaux (1er corps du maréchal Baraguey d'Hilliers).
Les éléments du 3e escadron sont cités pour leur participation aux combats de Melegnano.
Le 5e régiment de hussards est engagé pendant la bataille de Solférino : le 1er escadron charge le matin l'infanterie autrichienne est fait 180 prisonniers, dont un colonel. L'après-midi le régiment charge avec les 1er et 3e chasseurs d'Afrique : le régiment déplore 20 morts (dont son lieutenant-colonel) et plus de 40 blessés. Le régiment rentre en France en entrant par Nice dès le 27 août 1859.

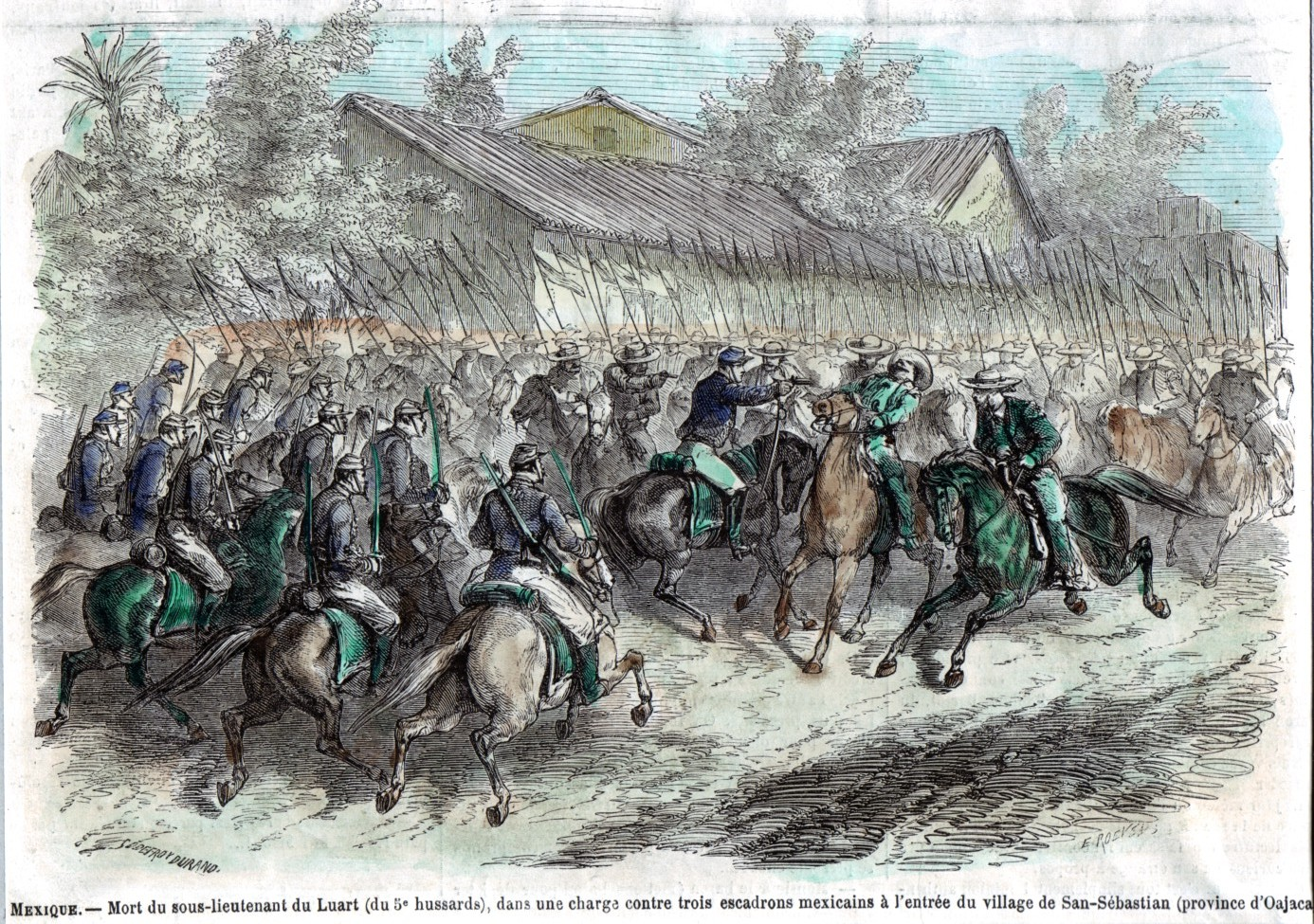
Mort du sous-lieutenant du Luart au combat d'Etla (gravure publiée dans la presse parisienne en 1864)

En 1862, le 1er escadron est désigné pour l'expédition du Mexique. Cet escadron débarque à Vera-Cruz le 24 septembre 1862 et assure l'escorte du général Forey pendant le siège de Puebla (mai 1863). Une partie de l'état-major et le 2e escadron partent pour le Mexique en 1864. Avec deux escadrons du 2e régiment de chasseurs d'Afrique, les escadrons du 5e régiment de hussards forment le 2e régiment de marche. Les deux escadrons participent aux opérations du col de Candelaria (1er août 1864) avec le 3e régiment de zouaves, à l'affaire de Etla où est tué le sous-lieutenant du Luart (18 décembre 1864), aux combats de Huaniquéo (24 avril 1865), de l'hacienda Colorado (16 juin 1866), de Tlaxcala (2 novembre 1866). Les deux escadrons quittent le Mexique le 24 février 1867 et débarquent à Saint-Nazaire le 23 mars : le régiment a perdu 18 morts et compte au moins 17 blessés dans les différents combats de la campagne de 1862 à 1867 mais les morts des fièvres font plus que doubler les pertes réelles du régiment.
En 1870, le 5e régiment de hussards est en garnison à Paris, aux ordres du colonel Flogny.

### Guerre franco-prussienne de 1870-1871
En garnison à Paris, le 5e régiment de hussards se signale par « sa répression énergique des troubles de la rue » principalement à l’occasion des funérailles du journaliste Victor Noir en janvier 1870 et du plébiscite du 8 mai. En prévision de la prochaine entrée en campagne, les sabretaches sont laissées au dépôt, ainsi que l’étendard du régiment conformément à la circulaire du 23 juillet 1870

#### La première campagne avec le5ecorps
Aux ordres du colonel Victor Flogny, le régiment quitta Paris le 19 juillet 1870 par le train pour se rendre à Niederbronn-les-Bains où il arriva le 20 juillet. Il fit alors mouvement sur Bitche le 23, puis sur Sarreguemines le 24.
Le 5e régiment de hussards était composé d’un état-major et de quatre escadrons de guerre :
- 1er escadron, capitaine Pelissier de Féligonde
- 2e escadron, capitaine Bouchain
- 3e escadron, capitaine Luizet
- 4e escadron, capitaine Fleury.

Le 5e régiment de hussards appartenait au 5e corps d’armée commandé par le général de division Failly.
En arrivant en Lorraine, il fut décidé de fractionner le régiment au profit des divisions d’infanterie, au grand dépit du colonel Flogny :
- 1er escadron pour l’escorte du général Failly
- 2e escadron pour la 3e division d'infanterie (général Goze)
- 3e escadron pour la 1re division d'infanterie (général de l'Abadie d'Aydren)
- 4e escadron pour la 2e division d'infanterie (général Guyot de Lespart)

Le 3 août 1870, le 1er, 3e  et 4e escadrons du 5e hussards prirent part aux opérations de reconnaissance en territoire ennemi : départ de Sarreguemines, la frontière fut franchie à Frauenberg, en passant la rivière Blies, pour entrer en Bavière rhénane (ou Palatinat bavarois). Les patrouilles, remontèrent le cours de la rivière Mandel jusqu’au village de Bebelsheim, à environ 12 km de la frontière ; les hussards s’emparèrent de cartes, puis vers 15 heures, sur ordres et sans avoir rencontré la moindre résistance, rentrèrent à Sarreguemines vers 18 heures. Le soir même, le général Failly avec son état-major, apporta au colonel du 5e hussards le témoignage de sa vive satisfaction pour les opérations de la journée et la tenue du régiment. Ce fut pratiquement les seules opérations du 5e hussards dans cette première partie de la campagne, le 5e corps n'ayant pas été en mesure d'aider le 1er ou le 2e corps. Cette unité fit retraite sur le camp de Châlons.
Des éléments isolés du 5e hussards se trouvèrent sous les ordres du colonel Teyssier à participer à la défense de Bitche assiégée par l’armée Bavaroise dès le 7 août. La première partie de la campagne était terminée pour les 4 escadrons 5e hussards, sans gloire et ni combat.

#### La deuxième campagne du5ecorps
Après l’échec de ce début de campagne, l’armée du camp de Châlons, sous les ordres du maréchal Patrice de Mac-Mahon fut constituée des restes des 1er, 5e, 7e corps et du 12e corps. Cette nouvelle force se dirigeait vers Metz. Cette marche fut d’une extrême lenteur et la cavalerie fut une nouvelle fois incapable de remplir ses missions d’éclairage et de renseignement pour le général en chef.
L’armée de Châlons finit par retrouver par hasard la cavalerie saxonne du côté de Buzancy, le 27 août, à 30 km au sud de Sedan.
Ce combat de Buzancy, s’il pouvait apparaître mineur pour les hussards, était néanmoins d’une importance considérable pour la suite des opérations car il prouvait que l’ennemi ayant compris et découvert les mouvements français pour secourir Metz ; il n’était plus possible de poursuivre vers l’est et il fut décidé le 27 août de replier l’armée vers Mézières, pour couvrir Paris par le nord. Mais la peur d’une révolution à Paris poussa le ministre de la Guerre, le général Cousin-Montauban comte de Palikao, à demander au maréchal Mac-Mahon de suspendre son mouvement de retraite pour reprendre la marche vers Stenay et Montmédy dès le 28 août.
Le 28 août, 5e hussards faisant l’avant-garde du 5e corps, fut chargé d’explorer le village de Buzancy où se trouvaient des éléments de cavalerie saxonne.
Le 29 août, le 5e hussards  fut engagé contre des patrouilles ennemies, et entra à Beaufort-sur-Argonne, après en avoir chassé la cavalerie saxonne. Le soir, sur ordre le 5e hussards, rejoignit le 5e corps à Beaumont-en-Argonne (bataille de Beaumont), où en l’absence de directive, le régiment s’installa vers une heure du matin dans un grand état de fatigue physique et de dépression morale, derrière une division d’infanterie. La journée du 30 août devait être employée pour passer la Meuse à Mouzon.
Les précautions élémentaires de garde du 5e corps n’ayant pas été prises, la surprise fut totale quand vers midi l’artillerie ennemie commença à bombarder le centre du dispositif français qui attendait une heure de l’après-midi pour passer sur le pont de Mouzon. La panique gagna les troupes et le 5e hussards, après un instant d’hésitation se précipita sur ses chevaux, faisant preuve dans cette circonstance d’un réel esprit de corps, se reforma et réussit à passer la Meuse.
Cette surprise qui transforma le passage de la Meuse en panique coûta au 5e corps et aux éléments qui l’accompagnaient, 1 800 hommes tués ou blessé, 3 000 disparus, dont 2 000 prisonniers sans blessures, 42 pièces de canon et mitrailleuses et un immense matériel.
Le 5e hussards bivouaqua à Fleigneux au nord de Sedan dans la soirée du 31 août. Le 2e escadron n’avait pas rejoint sa division d’infanterie, et ignorant les ordres, sans chercher à rallier le reste du régiment, se retira du champ de bataille ; l’attitude du capitaine commandant Bouchain fut très controversée sur le moment, mais en échappant au piège de Sedan, il fut finalement récompensé.
Le 1er septembre, la division de cavalerie du 5e corps, primitivement placée aux abords de Floing, fut obligée de rétrograder vers le calvaire d’Illy, d’où venait d’arriver la division Marguerite. La brigade de Bernis fut arrêtée et dispersée par les tirs du 87e régiment d’infanterie prussienne (de Nassau) et reflua en désordre dans le bois du Petit Terme. Les restes des escadrons du 5e régiment de hussards se rallièrent autour du général Ducrot et restèrent jusqu’au soir sur le champ de bataille.
Condition comprise dans la capitulation de Sedan, la majorité des officiers furent prisonniers en Allemagne, quelques-uns uns passèrent en Belgique et quatre seulement acceptèrent d’être libérés en consentant sur l’honneur de ne plus servir contre la Prusse. Deux officiers du 1er escadron purent néanmoins s’évader de Sedan pour reprendre le combat.

#### La campagne du5eescadron
Au début de la guerre, le dépôt du 5e régiment de hussards fut mobilisé à Joigny et un 5e et 6e escadron furent constitués. Le 5e escadron, capitaine des Courtis, fut mis en route par chemin de fer le 25 juillet, pour se rendre à Metz, où il arriva le 27 juillet. Cet escadron fut destiné à l’escorte du maréchal François Achille Bazaine.
Le 14 août, l’escadron était présent aux combats de Borny, puis le 16 à la bataille de Rezonville. Pendant cette bataille, après l’échec de la charge des cuirassiers de la garde, plusieurs pièces d’artillerie furent menacées par une vigoureuse charge des Hussards de Brunswick (no 17) commandés par le colonel von Rauch, du 1er escadron du 2e hussards de Westphalie (no 11) et des éléments des dragons de la garde royale ; l’état-major français et le maréchal Bazaine furent à leur tour gravement menacé par cette charge avant d’être dégagé par l’escadron du 5e hussards, des éléments du 4e chasseurs et le Bataillon du 3e chasseurs à pied qui écartèrent la menace et reprirent l’artillerie abandonnée. Il fallut néanmoins plusieurs heures pour reconstituer l’état-major bousculé. Cette action fut payée très cher par les hussards : au moins 2 officiers blessés, 9 hussards tués, 15 blessés, plusieurs prisonniers.
Les officiers et hussards du 5e escadron furent compris dans la capitulation de la place de Metz le 27 octobre 1870.
Quatre de ces officiers, libres de tout engagement sur l’honneur, réussirent à s’évader sous différents déguisements. Le reste du 5e escadron fut finalement « libéré » par les prussiens pour assurer la protection du GQG prisonnier.

#### Le détachement du5ehussardsau siège de Bitche
Du régiment qui avait quitté Paris en juillet, il ne restait plus que le 2e escadron du 5e hussards, « évadé » de Sedan, qui fut incorporé par la suite dans le 2e régiment de marche mixte de cavalerie, crée à Tarbes en septembre 1870, sous les ordres du lieutenant-colonel Dijon.
Le dernier élément du 5e hussards qui poursuivit la lutte fut le petit détachement aux ordres du sous-lieutenant Dupuy du 3e escadron qui se trouvait encore dans la citadelle de Bitche alors assiégé. Le commandant Louis-Casimir Teyssier avait sous ses ordres un bataillon du 86e de ligne fort d’environ 800 hommes, 200 douaniers, 250 artilleurs tous réservistes, 250 gardes nationaux, 30 gendarmes, et près de 1 200 soldats provenant de près de 70 unités différentes pour assurer la défense de la place investie dès le 7 août 1870.
Complètement isolée, devant faire face aux attaques des Bavarois et aux bombardements à partir du 8 août, la ville résistait. La situation se compliqua encore quand la paix fut signée avec la Prusse, le cas de Bitche n’ayant pas été évoqué. Finalement le lieutenant-colonel Teyssier pour ne pas envenimer la situation accepta le départ de la garnison française à partir du 15 mars 1871.
Un étendard brodé fut offert par les dames de Bitche au détachement du 5e hussards, le sous-lieutenant Dupuy fut nommé lieutenant et l’adjudant Wirmann sous-lieutenant. Une décision spéciale du ministère de la Guerre, en date du 16 août 1880, autorisa par exception, le 5e hussards à conserver l’étendard que lui avait offert les dames de Bitche. Cet étendard fut déposé au musée de l’Armée en 1921, à la dissolution du régiment. Il fut remis, à Lunéville, au 8e régiment de dragons, unité de tradition du 5e hussards en 1930. Depuis 1939, la localisation de cet étendard est inconnue.

#### Les escadrons du5ehussardset la suite de la guerre
L’écroulement de l’armée impériale entraîna la mise en place d’unité de cavalerie légère, constituée des escadrons tirés des dépôts :
- le 2e escadron, ayant échappé à l’encerclement à Sedan, rejoignit le 14 septembre le nouveau dépôt du régiment à Carcassonne : réorganisé, placé sous le commandement du capitaine Rival, cet escadron fut intégré au 2e régiment mixte de cavalerie, organisé à Tarbes. Il devait y retrouver le lieutenant Lorentz, évadé de Sedan, promu capitaine le 17 octobre 1870.
- Le 6e escadron et le peloton hors-rang, à l’effectif de 15 officiers, 232 hommes et 126 chevaux, sous les ordres du major Chavelot, constitua le dépôt du régiment à Joigny jusqu’au 11 septembre, puis à Carcassonne à partir du 12 de ce même mois. À la fin du mois d’octobre, le major Chavelot devient chef d’escadrons au 2e régiment de marche de hussards et fut remplacé par le capitaine Verlinde, nommé major au corps.
- le 7e escadron du 5e hussards (1er de marche), aux ordres du capitaine d’Esclaibes d’Hust, fort de 6 officiers, 130 hussards et 115 chevaux, entra dans la composition du 2e régiment de marche de hussards (lieutenant-colonel de Pointis) organisé à Poitiers le 1er novembre 1870, pour être affecté au 18e corps.
- Le 8e escadron (2e de marche), aux ordres du capitaine de Montholon (5 officiers, 130 hussards, 110 chevaux), entra dans la composition du 8e régiment de marche mixte de cavalerie (lieutenant-colonel Palanque), organisé à Poitiers en décembre 1870, et affecté au 21e corps.
- Le 9e escadron (3e de marche) participa à la création à Libourne en janvier 1871, du 4e régiment de marche de hussards (lieutenant-colonel Bauvieux), rattaché au 19e corps. Il était commandé par le capitaine Allheily, ancien sous-lieutenant du 3e escadron, évadé de Sedan : l’escadron comptait 5 officiers, 120 hussards et 112 chevaux.

À son tour le 5e hussards, fut reformé à Carcassonne le 10 mars 1871, avec les éléments du 1er régiment de marche de hussards, formé à Castres, le 14 septembre 1870 à partir :
- du 2e escadron du 2e régiment de hussards
- du 2e escadron du 4e régiment de hussards
- du 2e escadron du 6e régiment de hussards
- du 4e escadron du 7e régiment de hussards

Le 1er régiment de marche de hussards fit successivement partie des 16e, 17e, et 21e corps, participa à la bataille de Coulmiers et à celle de Patay.

### Le5erégimentde hussards de 1871 à 1914
En 1871, à Carcassonne, le 1er régiment de marche de hussards et les éléments du 5e régiment de hussards prisonniers en Allemagne permettent la remise sur pied du 5e régiment de hussards à Carcassonne. Après une mission sur les Pyrénées pendant les troubles politiques en Espagne (proclamation de la Ire République en février 1873), le 5e régiment de hussards est en garnison à Lyon (1873), avant de partir pour la quatrième fois en Algérie de 1877 à 1880, à Alger puis Orléansville : il appartient alors à la 4e brigade de hussards, 6e division de cavalerie, stationné dans la 19e région.
De retour en France, le régiment est en garnison successivement à :
- Nancy (1880),
- Pont-à-Mousson (1883), dépôt à Sézanne - 4e brigade de hussards, 2e division de cavalerie
- Neufchâteau (1891)
- Pont-à-Mousson (1892), dépôt à Troyes - 6e brigade de cavalerie, 6e corps
- Nancy (1896), quartier Donop, dépôt à Troyes

Il participe aux grandes manœuvres du  20e corps et à l'accueil des souverains étrangers à Nancy.

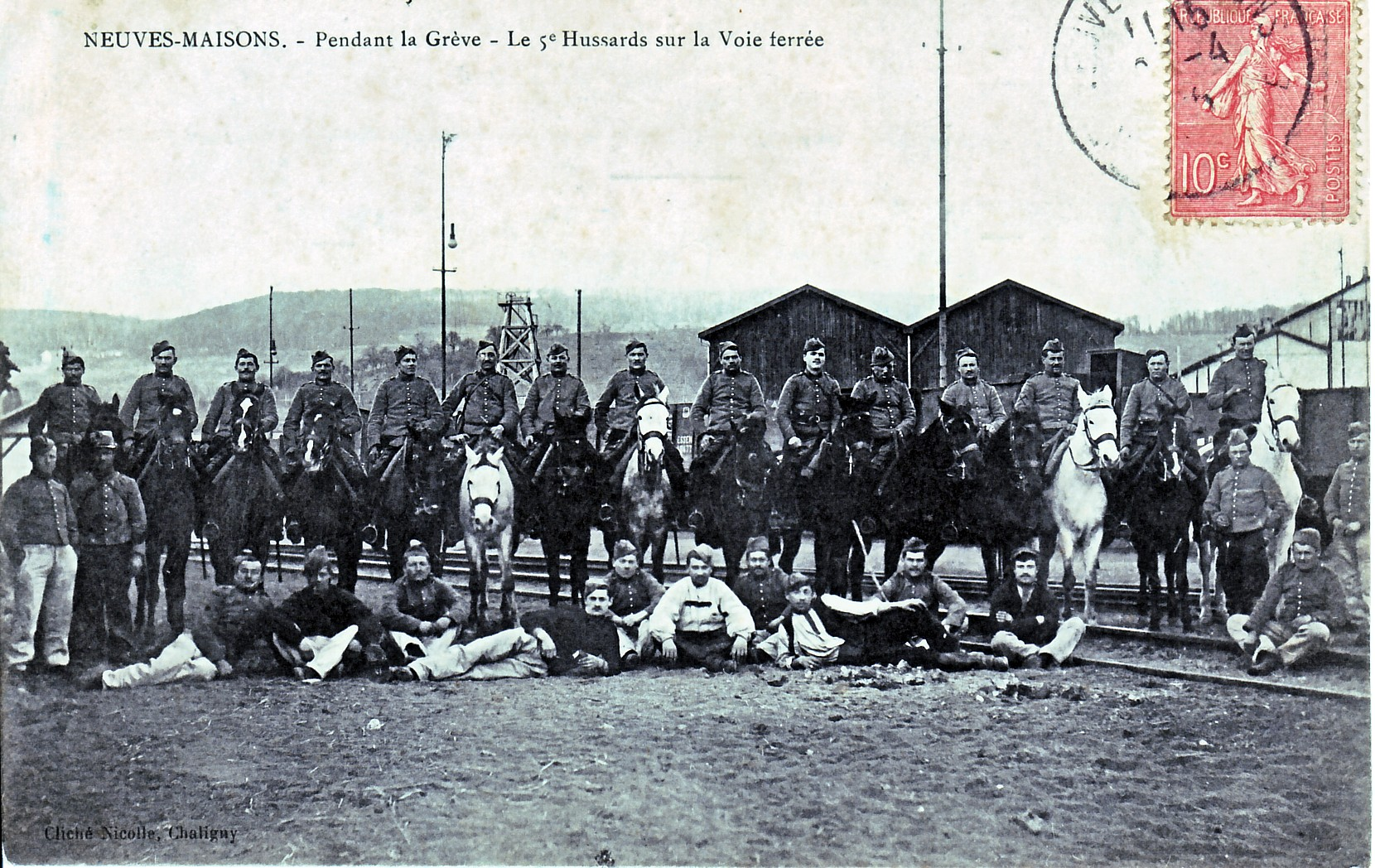
le 5e Hussards pendant les grèves de Neuves-Maisons, cliché Nicolle - Chaligny, collection GAM

En juillet 1905, le 5e régiment de hussards est engagé à Neuves-Maisons, à l'occasion des grandes grèves de ce bassin sidérurgique : le 11 juillet, il charge les grévistes pour les disperser.

### Première Guerre mondiale
Le 5e régiment de hussards, en garnison à Nancy (quartier Donop), est le régiment de reconnaissance du  20e corps (général Foch) de la  IIe Armée (général de Castelnau). Il se compose en août 1914, de quatre escadrons actifs, d'une section de mitrailleuses et met sur pied deux escadrons de réserve qui sont formés à Troyes :
- Chef de corps : colonel Boutaud de Lavilléon
- commandant en second : lieutenant-colonel Maxime Weygand
- 1er demi-régiment : chef d'escadrons de France
  - 1er escadron, capitaine de Mesmay
  - 2e escadron, capitaine de Ligniville
- 2e demi-régiment : chef d'escadrons de Lavigerie
  - 3e escadron, capitaine Jory
  - 4e escadron, capitaine Breymann
- Escadrons de réserve, chef d'escadrons de la Giraudière (à Troyes)
  - 5e escadron, capitaine Albert-Roulhac
  - 6e escadron, capitaine d'Huart

Le dépôt du régiment met sur pied, dès le 9 août 1914 :
- 11e escadron, capitaine des Moutis
- 12e escadron, capitaine (réserve) Boursel

#### 1914
Dès le 30 juillet 1914, le colonel de Lavilléon place le régiment en état d'alerte. Le 1er août, le 5e régiment de hussards quitte le quartier Donop pour cantonner à Pulnoy.
Le 3 août, avant même la notification de l'état de guerre entre la France et l'Allemagne, le maréchal des logis Perez (3e escadron) est tué dans une rencontre avec une patrouille allemande du 14e Uhlans près de Réméréville. Les escadrons sont très rapidement engagés en Lorraine en direction de Morhange et Château-Salins.
Le 11 août, le 4e escadron est fortement engagé à Clémery contre un escadron du 7e régiment de chevau-légers bavarois : le capitaine Breymann est cité à l'ordre de l'armée et décoré de la légion d'honneur pour cette action. À partir du 16 août, les 5e et 6e escadrons rejoignent Nancy et sont engagés en première ligne. Le 17 août, les escadrons entrent dans Château-Salins.
Après la bataille de Mohrange, le régiment assure la protection de la retraite de l'armée française, avant d'être de nouveau engagé au nord de Lunéville, puis dès le 13 septembre au nord de Toul, vers Regnéville-en-Haye, Thiaucourt, où il est engagé contre la Division de Cavalerie Bavaroise : des cavaliers du 2e régiment de Uhlans bavarois (du Roi) sont faits prisonniers dans des combats les 17 et 18 septembre 1914.
Le 16 septembre 1914, une patrouille du 6e escadron, menée par le sous-lieutenant Schmeltz, entre dans Pont-à-Mousson : elle évite au lieutenant de Lattre de Tassigny du 12e dragons qui a été blessé trois jours avant, d'être capturé par les Allemands qui viennent d'entrer dans la ville.
Le 20 septembre, le 5e régiment de hussards est embarqué en train pour débarquer le 22 septembre à 15 km d'Amiens en Picardie pour être immédiatement engagé vers Cappy, Eclusiers, Bray-sur-Somme, où le régiment gagnera au titre du  20e corps, une citation à l'ordre de l'armée.
Le 5e Hussards passe sous les ordres du général Conneau, commandant le 1er corps de cavalerie (10e division de cavalerie). En octobre, le 5e régiment de hussards est embrigadé avec le 13e Hussards, puis repasse sous les ordres du général Louis Conneau -  1er corps de cavalerie et participe jusqu'en janvier 1915 à la course à la mer où, à deux reprises le général Conneau eut sous ses ordres une masse énorme formée par les 1er et 2e corps de cavalerie. Jamais pareil rassemblement d'escadrons n'avait opéré sous un même chef. Le 5e régiment de hussards est engagé à Messines, Nailleul, sur l'Yser.

#### 1915
Dans les tranchées à Steenstrate (Belgique), les détachements du 5e régiment de hussards sont durement bombardés le 4 janvier 1915 et perdent 46 tués et 27 blessés. Le régiment reste en Flandre jusqu'en avril 1915.
Le 5e régiment de hussards est porté par étapes jusqu'à la vallée de la Canche pour participer à l'offensive en Artois. Des détachements et des officiers sont présents dans les tranchées, mais le régiment n'est pas engagé. Pour les opérations du 9 mai 1915, la 39e division d'infanterie est citée à l'ordre du 20e corps d'armée avec son escadron divisionnaire, le 6e escadron du 5e régiment de hussards.
Le régiment est embarqué pour la Lorraine et stationne du 15 juillet au 31 août à Lunéville. À la mi-septembre, le  20e corps est transporté en Champagne. Le 25 septembre 1915, le 5e régiment de hussards est engagé sur le  fortin de Beauséjour, dans le secteur de la Butte du Mesnil-Maisons-de-Champagne. Le 3e escadron (capitaine des Moutis) et le 4e escadron (capitaine Florange) sous les ordres du chef d'escadrons de Lavigerie chargent sur les tranchées allemandes, capturent 600 prisonniers, 2 mitrailleuses et permettent la reprise de la progression du  160e régiment d'infanterie, au prix de la perte de 17 tués (dont le lieutenant Camion), 42 blessés et 140 chevaux.
Les 3e et 4e escadrons reçoivent une citation à l'ordre de l'armée le 21 octobre 1915 (2e armée)  : "Commandés par le chef d'escadrons de Lavignerie, se sont élancés sur les trace de l'infanterie, ont hardiment traversé la première ligne allemande et attaqué la deuxième ligne ; accueillis par des feux croisés de mitrailleuses, arrêtés par des réseaux de fils de fer et ayant perdu la plupart de leurs chevaux, se sont ralliés autour de leur chef et se sont joints à un régiment d'infanterie, avec lequel ils ont poursuivi l'attaque et pris une mitrailleuse"
Après trois mois passé à organiser le terrain conquis en Champagne, le régiment est déplacé dans la région de Nancy.

#### 1916
Avec le déclenchement de l'offensive sur Verdun, le 5e régiment de hussards assure la régularité de la circulation sur les routes dans la zone de la IIe Armée, avant d'être engagé dans le secteur d'Avocourt, la côte 304, le Mort-Homme.
En prévision de l'offensive sur la Somme, le 5e hussards est déplacé le 27 avril 1916 à Crèvecœur. Un détachement à pied fort de 6 pelotons et d'une section de mitrailleuses est mis en place entre Curlu et Frise pour assurer le lien entre la 11e division d'infanterie et la 2e DIC dans la région marécageuse que borde la Somme. Ce détachement fort de 280 gradés et hussards est engagé du 26 juin au 12 juillet : il perd les capitaines d'Huart et de la Mettrie, le lieutenant Albessard et 4 hussards.
Après une période de repos entre Dieppe et le Tréport, le 5e hussards retourne sur la Somme du 15 novembre au 15 décembre 1916.
La nouvelle organisation du 29 décembre 1916, entraine la dissolution des 5e et 6e escadrons.
- le colonel de Chazelles et l'état-major à la disposition du général commandant le corps d'armée
- le 1er escadron (capitaine Augrain) et une section de mitrailleuses sont affectés à la  11e division d'infanterie
- le 2e escadron (capitaine de Ligniville) est affecté à la 39e division d'infanterie
- le 3e escadron (capitaine des Moutis) et une section de mitrailleuses sont affectés à la  153e division d'infanterie
- le 4e escadron (capitaine Schaff) est affecté à la  168e division d'infanterie

#### 1917
En début d'année 1917, le 20e corps d'armée est stationné en Lorraine, avant de monter en ligne sur l'Aisne en prévision de l'offensive sur le Chemin des Dames : les escadrons du 5e hussards sont engagés en premières lignes à l'occasion de relèves d'unités :
- un détachement du 2e escadron est fortement engagé les 21, 22 et 23 mai au nord du Chemin des Dames et perd 3 tués et un disparu.
- un détachement mixte (1er, 2e 3e et 4e escadron) perd 7 tués et 16 blessés, dans la nuit du 2 juin 1917
- du 2 au 29 juillet un détachement aux ordres du lieutenant Schmeltz (1er escadron) prend part à des reconnaissances dans le secteur de Bouconville-Vauclair (un hussard tué).

Déplacé en Lorraine, le régiment est reformé avant de terminer l'année autour de Verdun, dans le secteur du Mort-Homme.

#### 1918
En ligne autour de Verdun jusqu'en mars 1918, les escadrons sont rapidement déplacés dans la région de :
- Montdidier-Noyon pour le 1er escadron, avec la 11e division d'infanterie (juin 1918) - le 1er escadron y gagna une citation à l'ordre de l'armée.
- du mont Kemmel pour le 2e escadron, la 39e division d'infanterie étant rattachée au détachement armée Nord du général de Mitry (avril 1918).
- sur la Somme pour le 3e escadron - ne sera pas engagé (mars-avril 1918)
- dans les Flandres - monts des Cats, pour le 4e escadron (mai-juillet), avec la 168e division d'infanterie

Devant la menace de l'offensive allemande, le 1er escadron est engagé dans les combats autour de Soissons (juillet-août), puis au Nord de l'Aisne dans la région de Coucy-Saint-Gobain. Mise au repos dans la région de Meaux en septembre, le 1er escadron est engagé en Belgique sur la rive droite de la Lys, puis en direction de l'Escaut.
Le 2e escadron, après sa participation à la  4e bataille des Flandres, est engagé dans la bataille de l'Aisne à partir du mois de mai 1918, où il gagne une citation à l'ordre de l'armée. Participant aux opérations du secteur de Château-Thierry, amalgamé avec une division américaine (juin-juillet), le 2e escadron prend part à la seconde bataille de la Marne y gagne une citation à l'ordre du 38e corps d'armée., avant de monter en ligne dans la région de Saint-Mihiel, et de terminer la guerre à Pont-Saint-Vincent.
Le 3e escadron est engagé avec la 153e division d'infanterie, dans les combats de l'Aisne (juin), puis dans les opérations de Picardie (août), où il forme avec deux escadrons du 1er dragons et deux escadrons du 25e dragons, le régiment provisoire du colonel Ore. L'escadron est ensuite engagé dans les combats de Champagne (octobre), puis de la vallée de l'Oise. Il termine la guerre à Landifay. Une citation à l'ordre de la 153e division d'infanterie est attribuée au 3e escadron pour l'ensemble des opérations de 1917 à 1918.
Le 4e escadron, de retour du mont des Cats (mai-juin), est engagé dans les combats de la Marne et de Reims (juillet-août), puis dans les combats de la vallée de l'Oise et de la poursuite jusqu'à la frontière belge (octobre-novembre) : les cavaliers détachés auprès du 37e division d'infanterie s'illustrent jusqu'aux derniers jours du conflit et entrent en Belgique dans la région de Chimay
Le 19 novembre 1918, dans l'après-midi, les cavaliers du 2e escadron du 5e régiment de hussards défilent dans Metz pavoisée, servant d'escorte au maréchal Philippe Pétain et aux généraux Fayolle, Buat, Feraud et Pougin. Le régiment rentre d'abord près de Paris, avant d'être regroupé à Bourges.

### Entre-deux-guerres

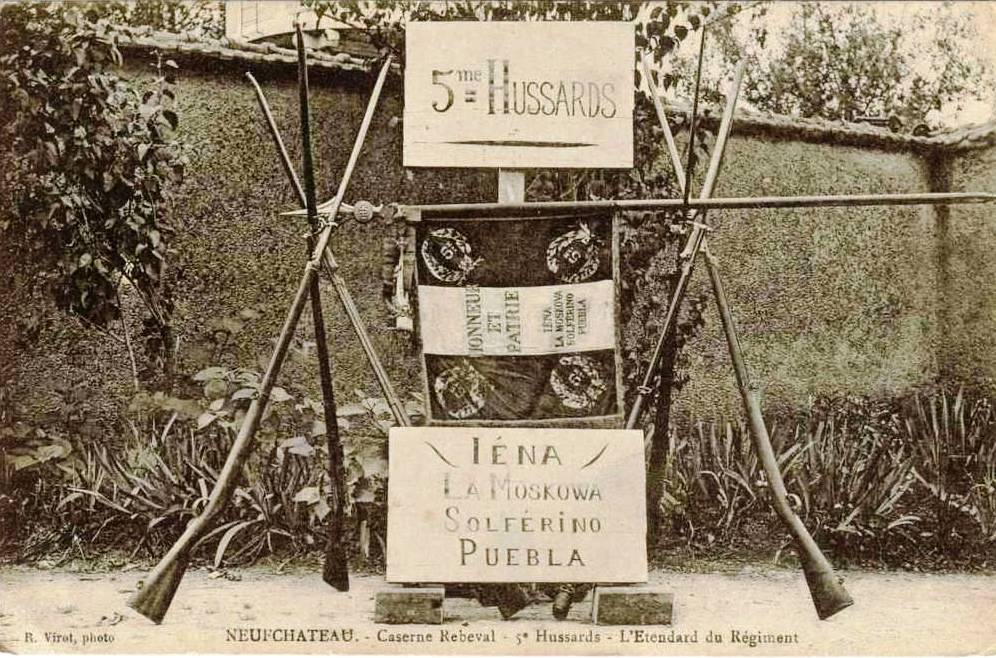
Étendard du 5e Hussards à Neufchâteau en 1919. Carte postale éditions Virot, collection GAM

Comme de très nombreux régiments de cavalerie, le 5e régiment de hussards est dissous le 1er avril 1921 au quartier Rebéval à Neufchâteau (Vosges) : cette ville possède à l'heure actuelle une rue du 5e-Régiment-de-hussards.
Ses éléments sont répartis au profit du :
5e régiment de dragons (Landau),
7e régiment de dragons (Saint-Germain-en-Laye),
18e régiment de dragons (Trèves),
19e régiment de dragons (Bonn),
21e régiment de dragons (Landau),
22e régiment de dragons (Pontoise),
23e régiment de dragons (Meaux),
29e régiment de dragons (Provins)
5e régiment de chasseurs (Senlis),
7e régiment de chasseurs (Évreux),
14e régiment de chasseurs (Wiesbaden)
2e régiment de hussards (Versailles),
7e régiment de hussards (Angers)
8e régiment du génie (Tours)
l'École spéciale militaire de Saint-Cyr.
Au total 310 hommes et 576 chevaux sont répartis dans de nouveaux régiments.
Le Groupe Iéna, association amicale des anciens militaires du 5e hussards veille au maintien des traditions du régiment.
- En 1932, à la suite d'une décision ministérielle de 1929, signée par le ministre de la guerre Painlevé, le 2e escadron du 8e régiment de dragons (Lunéville) devient l'escadron de tradition du 5e régiment de hussards. L'étendard du 5e hussards est confié à la garde du 8e régiment de dragons, alors installé au quartier La Barollière.

### Seconde Guerre mondiale

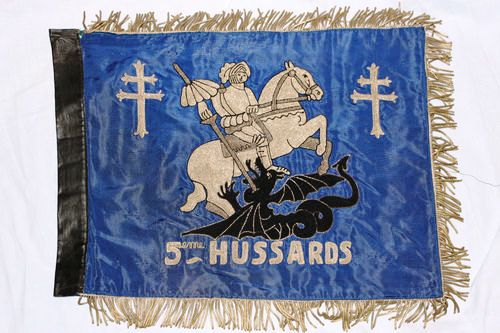
Fanion de la 3e Compagnie du RCC du capitaine Branet

À la mobilisation en septembre 1939, le 8e dragons forme avec le 31e dragons, la 4e brigade de cavalerie, intégrée à la 2e division de cavalerie.
Le 2e escadron est fortement engagé dans les combats du 16 et 17 mai 1940, à Saint-Gérard et Bois-l'Abbé, du côté de Dinant. Tous les officiers sont tués au combat, sauf le lieutenant de Benoit (mort en 1943) et le sous-lieutenant Branet, prisonnier. Le sous-lieutenant Jacques Branet avait été le dernier porte-étendard du 5e hussards en 1939.
Prisonnier à l'Oflag II-D, il s'évade avec le lieutenant Alain de Boissieu et le sous-lieutenant Klein en passant en Union soviétique dans la nuit du 28 au 29 mars 1941. Après être resté cinq mois prisonnier en URSS, il peut rejoindre le Royaume-Uni. Engagé dans les Forces françaises libres, il crée de sa propre initiative un escadron de cavalerie qu'il conduira en Tripolitaine, via Le Cap et Le Caire. Cette unité sera finalement intégrée dans le 501e régiment de chars de combat en 1943.
À la demande du capitaine Branet, cet escadron, devenu 3e compagnie du 501e régiment de chars de combat, va reprendre les traditions du 5e hussards. Dans un courrier du 28 juin 1951, le chef d'escadrons Branet précisait : "le 22 février 1944, le 3e compagnie du 501e RCC reçut un fanion spécial dont une face est bleue hussard brodée d'une effigie de saint Georges terrassant le dragon"

### De 1945 à nos jours
- les 1re, 2e, 3e escadrons du 5e hussards, Laon-Couvron, septembre 1991, passés en revue par le colonel d'Evry1er avril 1951 reconstitution à Coblence (quartier Dejean) du 5e hussards sous les ordres du colonel Louis Bernard. Le régiment est équipé de M24 Chaffee

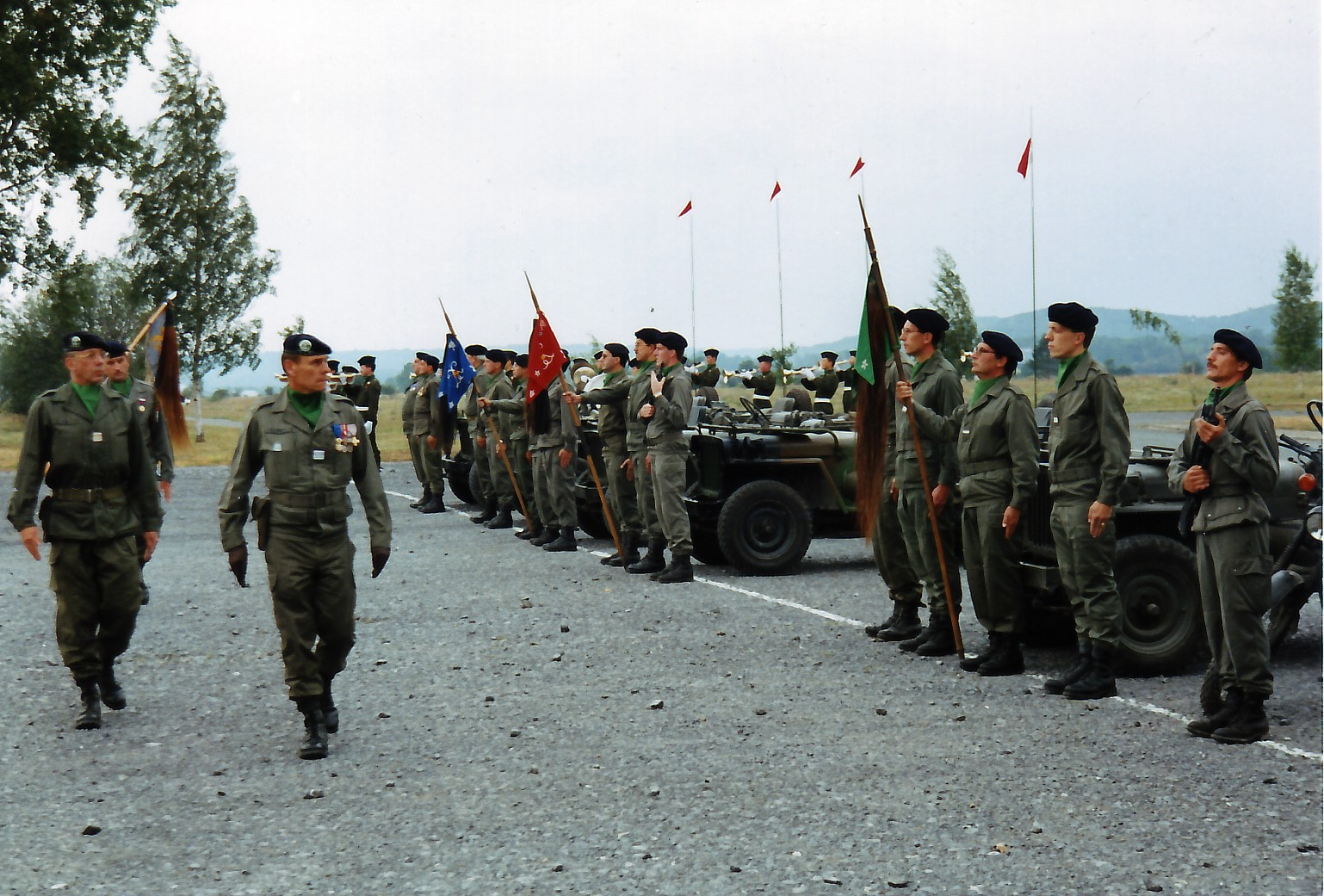
les 1re, 2e, 3e escadrons du 5e hussards, Laon-Couvron, septembre 1991, passés en revue par le colonel d'Evry

- en garnison à Fritzlar (quartier Lasalle) à partir d'août 1951 : le régiment fut par la suite rééquipé d'AMX-13
- 1956, déplacement sur la garnison de Weingarten (quartier Galliffet) et jusqu'en 1967 un escadron à Ravensburg (quartier Margueritte) : le régiment est rééquipé d'engin blindé de reconnaissance et d'un escadron d'AMX-13. Des escadrons du régiment assurent des relèves d'escadrons du 11e chasseurs en garnison à Berlin
- 1976, le 5e hussards, déplacé à Stetten, rééquipé d'AMX30, devient le  3e régiment de dragons.
- 1er mars 1980, dans le cadre de la mise en place du nouveau plan PA4[39], adopté en 1978, le 5e hussards est recréé comme unité de réserve, à Laon (quartier Thérémin d'Hame), comme régiment de reconnaissance de la  108e division d'infanterie : le 4e régiment de hussards est son régiment support : le recrutement du régiment est majoritairement constitué de réservistes de Picardie et du Nord-Pas-de-Calais[40]. Son matériel de base est la jeep canon 106 SR
- dans le cadre des manifestations du bicentenaire du traité de Versailles en 1983, marquant la fin de la guerre d'indépendance américaine, le 5e hussards est reçu à l'ambassade des États-Unis à Paris.
- en octobre 1984, une délégation du 5e hussards est invitée aux États-Unis pour participer aux commémorations de la bataille de Yorktown : elle est reçue aux académies militaires de West Point et d'Annapolis.
- 1984 : à la dissolution du  4e régiment de hussards, le  2e dragons devient le régiment support du 5e hussards. Déplacement sur la base de Laon-Couvron (Aisne)
- 1er janvier 1986 : les trois escadrons du 5e hussards, équipés d'AML, sont mis à la disposition des trois régiments inter-armes divisionnaires (RIAD) de la  1re région militaire, le  54e RIAD (8e RI de Soissons), le  239e RIAD (39e RI de Rouen) et le 243e RIAD (43e RI de Lille) : l'instruction des trois escadrons et l'étendard restent confiés au 2e dragons de Laon-Couvron[41].
- les traditions du 5e hussards sont assurées[42] :
- 1er escadron/5e RH : 54e RIAD
- 2e escadron/5e RH : 239e RIAD
- 3e escadron/5e RH : 243e RIAD

L'escadron du 54e RIAD (1er escadron du 5e hussards) défile sur l'avenue des Champs-Élysées, le 14 juillet 1988
Le 31 décembre 1992 est prononcée la dissolution définitive. La cérémonie de dissolution a lieu le 13 avril 1993, l'étendard rejoint Vincennes.

## Faits d'armes faisant particulièrement honneur au régiment

### Batailles inscrites sur les différents étendards du régiment de 1812 à nos jours
- Valmy 1792 - par lettre ministérielle du 7 mars 1989, à l'occasion des célébrations du bicentenaire de la Révolution
- Jemappes 1792 - sur l'étendard du Second Empire
- Austerlitz 1805 - sur l'étendard de 1812
- Iéna 1806 - pour la participation du régiment à la campagne de 1806, le 5e hussards n'étant pas présent à la bataille d'Iéna - sur étendard de 1812, du Second Empire et depuis 1880
- Eylau 1807 - pour la participation du régiment à la campagne de 1807, le 5e hussards n'a pas été engagé pendant la bataille d'Eylau - sur l'étendard de 1812
- Eckmühl 1809 - sur l'étendard du Second Empire
- Wagram 1809 - sur l'étendard de 1812
- La Moskowa 1812 - sur l'étendard du Second Empire et depuis 1880
- Hanau 1813 - sur l'étendard du Second Empire
- Solférino 1859 - sur l'étendard du Second Empire et depuis 1880
- Puebla 1863 - depuis 1880
- Lorraine 1914 - depuis 1927
- Champagne 1915 - depuis 1927
- La Marne 1918 - depuis 1927

## Étendard
Il porte, cousues en lettres d'or dans ses plis, les inscriptions suivantes :
- Valmy 1792
- Iéna 1806
- La Moskova 1812
- Solférino 1859
- Puebla 1863
- Lorraine 1914
- Champagne 1915
- La Marne 1918

### Armes d'honneur attribuées à des membres du5erégimentde hussards
- Nicolas Bion, hussard, une carabine d'honneur pour avoir capturé le général Feld Marschalleutnant comte von Sporck et son aide de camp le 5 juin 1800 - membre de la Légion d'honneur de droit
- Jean-louis Crabbe, capitaine, un sabre d'honneur pour la même action que le hussard Bion - membre de la Légion d'honneur de droit
- Nicolas Épinger, sous-lieutenant, un sabre d'honneur, pour avoir capturé six officiers de Uhlans, le 19 décembre 1800 - membre de la Légion d'honneur de droit, officier de la Légion d'honneur dès le 14 juin 1804.
- Jean-Baptiste Jojot, hussard, un mousqueton d'honneur, pour action d'éclat le 4 juin 1797 - membre de la Légion d'honneur de droit
- Jean-Pierre Levenbruck, un mousqueton d'honneur, pour avoir capturé le prince Maurice de Liechtenstein, colonel du 2e régiment de Uhlans, le 19 décembre 1800 - membre de la Légion d'honneur de droit
- Jacques Perrault, hussard, un mousqueton d'honneur, pour avoir capturé, avec deux camarades, cent prisonniers autrichiens, le 5 mai 1800 - il est aussi cité pour avoir capturé une pièce d'artillerie et un drapeau à la bataille d'Hohenlinden - membre de la Légion d'honneur de droit
- Jean Seguin, hussard, un mousqueton d'honneur, pour deux actions d'éclat - membre de la Légion d'honneur de droit
- Antoine Wagner, brigadier, une carabine d'honneur, pour avoir capturé une pièce de canon, le 19 décembre 1800 - membre de la Légion d'honneur de droit.

### Drapeaux, généraux et officiers supérieurs capturés par le5erégimentde hussards
- capture du chef de corps du 1er régiment de hussards autrichiens, le colonel von Blascovich, le 8 novembre 1793 au Cateau-Cambrésis.
- capture du drapeau d'un bataillon d'infanterie hongroise, le 18 avril 1797, au combat de Neuwied.
- capture du général Feld Marschalleutnant comte von Sporck, le 5 juin 1800.
- capture d'un drapeau autrichien de la division Kollowrath, le 3 décembre 1800, à la bataille d'Hohenlinden[44].
- capture, avec l'aide d'un officier du 20e chasseurs, d'un étendard du régiment de cuirassiers no 7 Lothringen au combat de Schwanstadt, le 18 décembre 1800
- capture du chef de corps du régiment des hussards Meszaros, le colonel Mihaly Harsanyi d'Aranayos, au combat de Schwanstadt, le 18 décembre 1800.
- capture du général major von Mecséry et du colonel Maurice, prince de Liechtenstein (2e Uhlans), le 19 décembre 1800, au combat de Lambach.
- capture du général-major Meller-Zakomelsky, commandant les Uhlans du Grand Duc Constantin, à la bataille d'Austerlitz, le 2 décembre 1805
- capture (avec l'aide du 7e hussards) d'un étendard et du colonel du 5e régiment de dragons de la reine (prussien), au combat de Zehdenick, le 26 octobre 1806
- capture d'un étendard du 5e régiment de cuirassiers prussiens (de Bailliodz), au combat de Stekenitz, le 6 novembre 1806[45]
- capture d'un étendard du 14e dragons (Wobeser), par le sous-lieutenant Roeckel, le 7 novembre 1806, à Lubeck[46].
- capture du général baron de Ferdinand von Wintzingerode aux environs de Moscou, le 22 septembre 1812 par le capitaine Crozet.
- capture du général Don Julien Sanchez et d'un drapeau (avec l'aide du 9e chasseurs) au combat de Logroño, le 18 avril 1823
- capture de 2 étendards (avec l'aide du 9e chasseurs) au combat de San-Lucar-la-Mayor, le 19 mai 1823[47]
- capture du drapeau du chérif Ahmed ben Ahmed, le 19 juin 1846, en Algérie[48]

## Devise
- Le régiment a pour devise, celle de la famille de Gontaut-Biron « Perit sed in armis » (« Il meurt les armes à la main »)
- La fête officielle du régiment est le 24 juin, en souvenir de la bataille de Solférino
- Le chant de tradition du régiment est Eugènie en souvenir de la campagne du Mexique

## Décorations
- Le 5e hussards est titulaire de la médaille d'or de la Ville de Milan, remise au régiment en 1909 pour le cinquantième anniversaire de la bataille de Solférino.
- L'étendard porte sur sa cravate la croix de guerre 1914-1918 avec une palme (citation à l'ordre de l'armée au titre du 20e corps d'armée - ordre du 29 septembre 1914, IIe armée) :  « Pendant les journées des 26 et 27 septembre 1914, sur toutes les parties du front où il a été employé, le 20e corps d'armée, a toujours su progresser et entraîner la progression de ses voisins. Le 28, il a résisté aux attaques les plus furieuses et il a trouvé dans son ardeur assez de ressources pour passer à son tour à l'offensive, le 28 au matin. Le général commandant l'armée est heureux de féliciter le 20e corps d'armée. Dans l'Ouest, comme précédemment dans l'Est, ce corps ne cesse de montrer les plus hautes qualités manœuvrières, une endurance qui ne se dément pas, une vigueur et un entrain que rien ne saurait abattre ».
- le 1er escadron a été cité à l'ordre de l'armée le 30 mai 1919 au titre de la IIIe armée : "dont l'énergie, le sang-froid et l'allant viennent de s'affirmer à nouveau. au cours des dures journées de combat des 9 et 10 juin, cet escadron a été chargé de reconnaissances difficiles, au contact immédiat de l'ennemi ou sous les bombardements violents. Il a rempli à la perfection ces diverses missions, faisant preuve à tous les échelons des plus belles qualités cavalières, de cran, de mordant et d'intelligence"
- le 2e escadron a été cité
  - à l'ordre de l'armée le 9 juin 1918 au titre de la VIe armée : "Sous la direction énergique et intelligente de son chef, le lieutenant Hubert, a été engagé dans la bataille, du 27 au 31 mai [1918] ; a contre-attaqué vigoureusement et efficacement dans la journée du 27, en liaison intime avec l'infanterie ; a maintenu ensuite le contact permanent de l'ennemi, le harcèlement sans trêve ni repos, lui infligeant des pertes sévères, en combattant pied à pied et fournissant au commandement les renseignements les plus précieux. A affirmé ainsi ses qualités traditionnelles et un esprit d'offensive dignes du glorieux passé de son régiment".
  - à l'ordre du corps d'armée le 1er septembre 1918 au titre du 38e corps d'armée : " Sous la direction énergique et intelligente de son chef, le capitaine de Ligniville, vient d'affirmer de nouveau, au cours de la contre-offensive qui a refoulé l'ennemi des bords de la Marne jusqu'au nord de l'Ourcq (21-27 juillet), les plus belles qualités de mordant, d'endurance et de mépris du danger, maintenant nuit et jour le contact de l'ennemi, le harcelant sans cesse par le feu et fournissant au commandement les renseignements les plus précieux. A fait l'admiration des fantassins par son ardeur entraînante et s'est montré digne, une fois de plus, du glorieux passé de son régiment"
- Fanion du 3e escadron du 5e Hussards, période 1970-1980 (Collection "Les Hussards de Lauzun"le 3e escadron a été cité

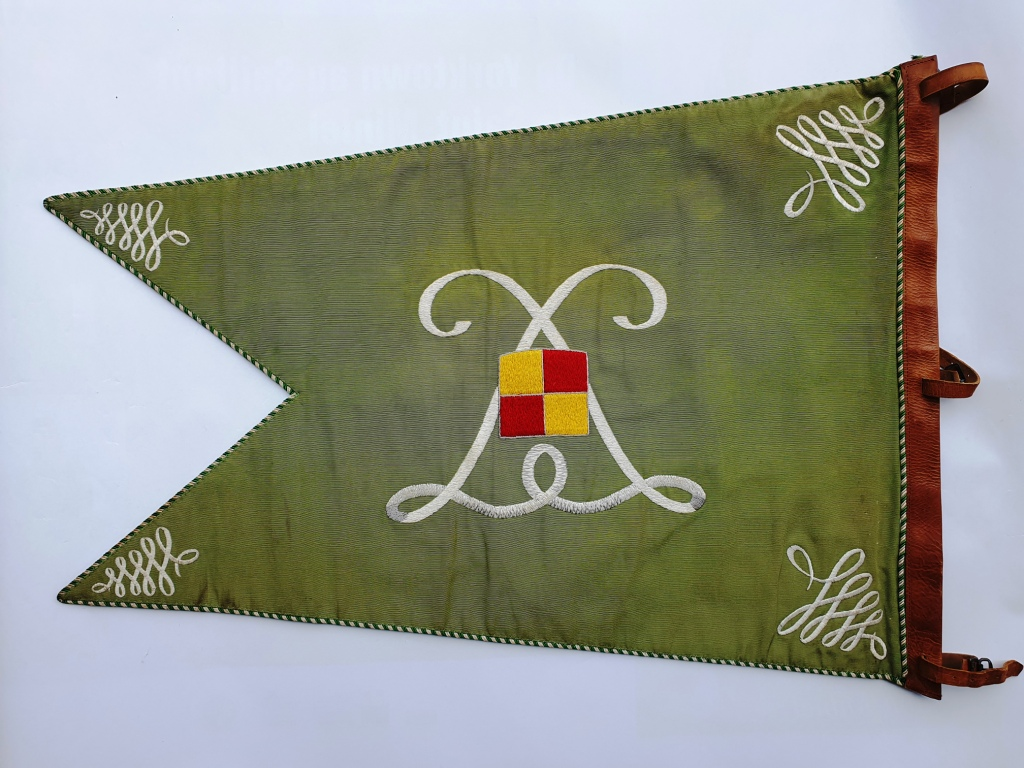
Fanion du 3e escadron du 5e Hussards, période 1970-1980 (Collection "Les Hussards de Lauzun"

  - à l'ordre de l'armée le 21 octobre 1915 au titre de la IIe armée  (en même temps que le 4e escadron) :  "Commandés par le chef d'escadrons de Lavignerie, se sont élancés sur les trace de l'infanterie, ont hardiment traversé la première ligne allemande et attaqué la deuxième ligne ; accueillis par des feux croisés de mitrailleuses, arrêtés par des réseaux de fils de fer et ayant perdu la plupart de leurs chevaux, se sont ralliés autour de leur chef et se sont joints à un régiment d'infanterie, avec lequel ils ont poursuivi l'attaque et pris une mitrailleuse"
  - à l'ordre de la division le 18 janvier 1919 au titre de la 153e division : " A fait preuve dans toutes les opérations de la campagne auxquelles il a pris part, d'un allant remarquable et d'une parfaite discipline. A concouru à l'occupation de plusieurs secteurs, en particulier sur l'Aisne en 1917 et en Lorraine en 1918. A pris une part brillante aux opérations de la 153e DI, pendant les batailles victorieuses de 1918, sous les ordres du capitaine des Moutis, sur l'Aisne et en Picardie, et du lieutenant Laigle en Champagne et dans l'Oise "
- Le 4e escadron a été cité à l'ordre de l'armée le 21 octobre 1915 au titre de la IIe armée (en même temps que le 3e escadron) :  "Commandés par le chef d'escadrons de Lavignerie, se sont élancés sur les trace de l'infanterie, ont hardiment traversé la première ligne allemande et attaqué la deuxième ligne ; accueillis par des feux croisés de mitrailleuses, arrêtés par des réseaux de fils de fer et ayant perdu la plupart de leurs chevaux, se sont ralliés autour de leur chef et se sont joints à un régiment d'infanterie, avec lequel ils ont poursuivi l'attaque et pris une mitrailleuse"
- le 6e escadron, escadron divisionnaire de la 39e division d'infanterie est cité à l'ordre du 20e corps (général Balfourdier), avec toutes les unités de la 39e division d'infanterie le 25 mai 1915[49].

## Personnalités ayant servi au sein du régiment
- Charles Georges Calixte Deslon (1747-1819) dit d'Eslon de Montméril, officier du régiment de 1778 à 1791, impliqué dans l'affaire de Varennes
- Claude Etienne Hugau, (1741-1820), lieutenant-colonel de 1780 à 1789, député de l'Eure à l'Assemblée Législative (1791-1792), Inspecteur aux Revues (1800-1815)
- Denis Félix de Vrigny (1754-1803), sous-lieutenant et lieutenant (1780-1792), général commandant les troupes de la Martinique en 1802
- Antoine Jean-Baptiste Nicolas Barth de Walbach (1766-1857), sous-lieutenant et lieutenant de 1785 à 1792, brigadier-général de l'armée des États-Unis en 1850
- Maurice-François de Mac-Mahon (1754-1831), mestre de camp en second en 1787
- Étienne Marie Antoine Champion de Nansouty, général d'Empire, capitaine de 1788 à 1791
- Jules Armand Louis prince de Rohan-Guéméné (1768-1836), général dans l'armée autrichienne, capitaine de 1788 à 1791
- Charles Antoine de Wendel (1774-1832), sous-lieutenant de 1791 à 1792
- Jacques-Luc Barbier-Walbonne, peintre et élève de David, sous-lieutenant et lieutenant de 1793 à 1795
- Jean-Baptiste Juvénal Corbineau, général d'Empire, sous-lieutenant et lieutenant de 1793 à 1800
- Charles Joseph Evers (1773-1818), général belge de la Révolution et de l'Empire, chef d'escadron de 1795 à 1801
- Jean Alexandre Alfonce (1779-1857), engagé volontaire en janvier 1800, au service de l'armée polonaise, puis major-général de l'armée russe [Aleksander Jan Alfonce]
- Robert Nicolas Gaspard de Custine, capitaine de 1796 à 1806, colonel du 7e Hussards
- S.A.I Louis Bonaparte, frère de Napoléon, roi de Hollande de 1806 à 1810, capitaine de 1796 à 1799
- François Charles Jean Pierre Marie d'Avrange d'Haugéranville (1782-1827), général en 1813, engagé en octobre 1796
- Jean-Siméon Domon, général d'Empire, chef d'escadron de 1799 à 1802
- Jean Pierre Joseph Bruguière, dit Bruyères, général d'Empire, major de 1803 à 1805
- Edmond de Talleyrand-Périgord, 2e duc de Talleyrand, duc de Dino et de Sagan, neveu de Charles-Maurice de Talleyrand-Périgord, lieutenant et capitaine de 1806 à 1807
- Barthélemy Dominique Jacques de Castelbajac, général et diplomate, sous-lieutenant en 1807
- Edouard Duval de Beaulieu de Blaregnies (1789-1837), général belge, sous-lieutenant, lieutenant et capitaine de 1807 à 1813
- Nicolas Oudinot de Reggio (1791-1863), général et député, 2e duc de Reggio, fils du maréchal Oudinot, lieutenant de la compagnie d'élite de 1809 à 1811
- Eugène d'Astorg (1787-1852), chef d'escadrons, campagne de Prusse, 1813, membre de la Chambre des Pairs (1834), lieutenant-général (1843)
- Comte Constantin d'Hane-Steenhuyse (1790-1850), ministre de la guerre (1831) et lieutenant-général (1842) belge, hussard et sous-lieutenant de 1810 à 1813
- Sigismond du Pouget de Nadaillac, maréchal de camp et député de la Haute-Vienne, chef d'escadron 1813-1814.
- Emmanuel Marie Pierre de Gramont (1783-1841), duc de Caderousse, chef d'escadron en 1813
- Jean Frédéric Garnier de La Boissière (1796-1873), lieutenant de 1814 à 1815, maître de forge, député de Charente
- Charles Niellon, maréchal des logis en 1817, héros de indépendance du royaume de Belgique et général de l'armée royale en 1831.
- Emile Auguste Doumet, lieutenant en 1819, maire de Sète de 1849 à 1865, député de l'Hérault de 1852 à 1863
- Amable de Courtais, général de la Garde Nationale en 1848, major de 1821 à 1827
- Louis Joseph de Querhoënt, capitaine en 1823, député en 1849
- Michel Ney s'y est engagé à l'âge de 18 ans, en 1787 (incorporé en fait au régiment Colonel-Général, 5e RH de 1791 à 1793, avant de devenir le 4e Hussards)
- Napoléon Joseph Ney, 2e prince de la Moskowa, capitaine de 1831 à 1838.
- Edgar Ney, 3e prince de la Moskowa, sous-lieutenant, lieutenant et capitaine au 5e hussards en 1832 à 1844
- Courby de Cognord, général de cavalerie, héros du combat de Sidi Brahim en 1845, capitaine au 5e Hussards de 1831 à 1840.
- François Charles Louis marquis de La Jaille (1822-1889), sous-lieutenant, lieutenant, capitaine de 1843 à 1856, colonel du 1er Hussards, général de division et sénateur
- Antoine-Prosper Delaperche, nommé chef d'escadron au 5e régiment de hussards en 1846
- Louis-Gaston de Sonis, sous-lieutenant puis lieutenant de 1848 à 1854, commandant en chef le 17e corps de l'Armée de la Loire en 1870.
- Joseph Erasme Le Preud'homme comte de Fontenoy (1805-1895), lieutenant-colonel de 1849 à 1851, colonel du 8e Hussards, général de cavalerie,
- Nicolas Desvaux (1810-1884), général de cavalerie, lieutenant-colonel en 1848
- Georges Philippe Jacquemin (1834-1906), général de division, sous-lieutenant, lieutenant et capitaine de 1854 à 1860
- Prosper Dalien (1838-1865), sous-lieutenant en 1859, tué comme capitaine de l'Armée de l'Union en 1865, "America's second Lafayette" selon le président Lincoln
- François Charles du Barail, général et ministre de la guerre (1873-1874), chef d'escadron en 1853
- Marie Louis Antonin Viel de Lunas d'Espeuilles, général et sénateur de la Nièvre (1876-78), chef d'escadrons au Mexique.
- Paul de Bauffremont (1827-1893), général, lieutenant-colonel au Mexique en 1865
- Henry Le Tonnelier de Breteuil, député des Hautes-Pyrénées et un des promoteurs de l'Entente cordiale, sous-lieutenant de 1868 à 1870
- Félix Adolphe Robillot (1865-1943), général de division, inspecteur général de la cavalerie, sous-lieutenant de 1887 à 1890
- Edouard Alphonse James de Rothschild (1868-1948), officier de réserve en 1895
- Léon Napoléon Louis Michel Ney, 4e prince de la Moskowa, lieutenant de réserve en 1904
- François Miramond de Laroquette, médecin de septembre 1904 à décembre 1910
- Maxime Weygand, général d'armée, commandant en second en 1914
- Mathieu Tenant de la Tour, as de l'aviation, sous-officier puis officier 1905-1917
- Jacques Arthuys (1894-1943), engagé volontaire en 1913, créateur de l'Organisation Civile et Militaire, mort au camp de concentration d'Hinzert en septembre 1943.
- Michel Bréal (1896-1973), brigadier, maréchal des logis puis sous-lieutenant (1916-1917), rejoint la France Libre le 2 juillet 1940, ambassadeur de France à Kaboul (1952-1954), puis Haut Commissaire à Vientiane (1954-1955), ambassadeur de France à Bangkok en 1958
- Raymond Guet (1897-1944), hussard en 1916, membre du réseau du Musée de l'Homme, arrêté en novembre 1941, mort en déportation le 15 mai 1944 à Sonneburg (Prusse Orientale - Pologne)
- Henri d'Orléans, « comte de Paris, duc de France », officier au régiment de 1962 à 1965
- François Cevert, pilote automobile, appelé au régiment en 1965

## Sources et bibliographie
- Historique du 5e régiment de hussards pendant la guerre 1914-1918, Nancy, Impr. Berger-Levrault, 64 p., lire en ligne sur Gallica.
- Historique des corps de troupe de l'armée française, ministère de la Guerre, 1900
- ANDOLENKO (général), Recueil d'historique de l'arme blindée et de la cavalerie, Paris, Eurimprim, 1968
- BANET (Jacques), L'Escadron - carnets d'un cavalier, Paris, Flammarion, 1968, 231 p.
- CASTILLON de SAINT-VICTOR (chef d'escadrons), Historique du 5e régiment de hussards, Paris, Ed. Lobert & Pierson, 1889, 210 p.
- DUPONT (Marcel), Nos vieux houzards, Paris Berger-Levrault, 1934, 184 p.
- DUPUY (Raoul), Historique des régiments de hussards (1690-1892),  Paris, Lib. Militaire Dubois, 1893, 171 p.
- FALLOU (Louis), Nos hussards (1692-1902),  Paris, La Giberne, 1902, 300 p.
- JOUINEAU (André) & MONGIN (Jean-Marie), Les Hussards français, Tome 1, de l'Ancien Régime à l'Empire, Paris, Éditions Histoire et collection, 2004
- MASSONI (Gérard-Antoine), Un régiment de cavalerie légère : le 5e régiment de hussards de 1783 à 1815, Paris, Archives et culture, 2007, 438 p.
- MASSONI (Gérard-Antoine), « Le lieutenant de Lattre de Tassigny et ses sauveurs du 5e hussards », dans Vivat Hussar, Tarbes, 1990, no 25, p. 39-46.
- MASSONI (Gérard-Antoine), « Le 5e Hussards dans les tranchées (Belgique) », dans Vivat Hussar, Tarbes, 1993, no 28, p. 69-73
- MASSONI (Gérard-Antoine), « Jennings de Kilmaine, colonel du 6e hussards, ci-devant Lauzun, commandant en chef des armées du Nord et des Ardennes, commandant en chef d'armée d'Angleterre », dans Vivat Hussar, Tarbes, 2001,no 36, p. 49 à 61
- MASSONI (Gérard-Antoine), « Le 5e régiment de hussards en Russie », dans Vivat Hussar, Tarbes, 2002,no 37, p. 58 à 66
- MASSONI (Gérard-Antoine), « Une loge maçonnique au régiment de Lauzun-Hussards (1789-1790) » dans Vivat Hussar, Tarbes, 2002,no 37, p. 45 à 57
- MASSONI (Gérard-Antoine) & RIBOUD (Michel), Les régiments de réserve de l'Arme Blindée Cavalerie (1964-1998), Lyon, Les Passionnés de bouquins, 2016, 240 p.
- Service historique de la Défense, Journaux des marches et opérations (JMO) 26 N 895/1 à 26 N 895/7